# Partido Socialista Obrero Español
El Partido Socialista Obrero Español (PSOE), es un partido político español fundado el año 1879 de ideología socialdemócrata y de centroizquierda política. Desde el 18 de junio de 2017 está dirigido por el secretario general Pedro Sánchez, proclamado durante la celebración del XXXIX Congreso del partido.
Fundado en 1879 por Pablo Iglesias Posse, durante cien años se definió como un partido de clase obrera, socialista y marxista, hasta el Congreso Extraordinario de 1979, en el que abandonó el marxismo como definición ideológica. Se convirtió en uno de los dos partidos políticos mayoritarios de España, junto con el Partido Popular, habiendo gobernado el país durante la mayor parte del régimen constitucional iniciado en 1978, con las presidencias de Felipe González (1982-1996), José Luis Rodríguez Zapatero (2004-2011) y Pedro Sánchez (2018-actualidad).
El PSOE preside el Gobierno de España desde el 2 de junio de 2018, tras obtener el apoyo de otras formaciones parlamentarias para aprobar una moción de censura contra el gobierno de Mariano Rajoy. Desde las elecciones generales de 2023 el PSOE cuenta, junto al PSC, con 121 diputados en el Congreso, siendo la segunda mayoría parlamentaria por detrás del PP en la XV Legislatura.
Cuenta con una gran presencia a nivel municipal y autonómico, teniendo 18 federaciones o partidos de ámbito autonómico. Desde las elecciones autonómicas de 2023 solo preside los gobiernos de Asturias, Castilla-La Mancha y Navarra. También forma parte del Gobierno Vasco en coalición con el Partido Nacionalista Vasco.
Forma parte de la Internacional Socialista, del Partido de los Socialistas Europeos y tiene representación en el Parlamento Europeo mediante el Grupo de la APSD (S&D). Su organización juvenil son las Juventudes Socialistas de España.

## Historiar

### Liderazgo de Pablo Iglesias (1879-1919)

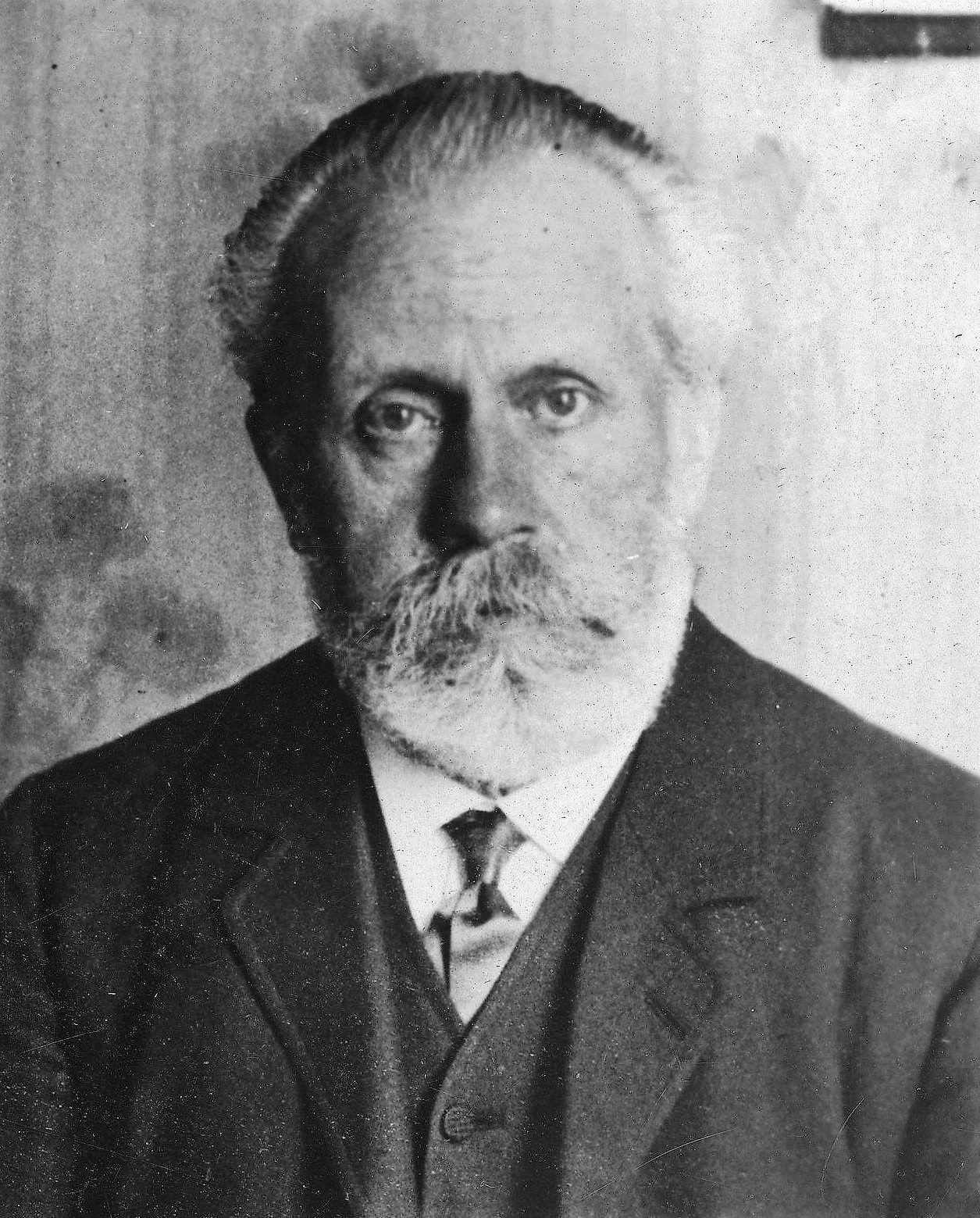
Pablo Iglesias, fundador del partido

El Partido Socialista Obrero Español se fundó en Madrid el 2 de mayo de 1879 por el tipógrafo ferrolano Pablo Iglesias Posse, constituyendo uno de los partidos obreros más antiguos de Europa, solo superado por el Partido Socialdemócrata de Alemania. Desde sus inicios, aspiraba a agrupar al proletariado industrial español bajo la ideología marxista. No obstante, su implementación fue muy irregular: sus principales núcleos se desarrollaron en Madrid, Asturias y el País Vasco, disponiendo de poca presencia en Cataluña, el mayor foco industrial de España. El atraso de la sociedad española y el frágil desarrollo industrial, así como la fuerza del anarquismo y el anarcosindicalismo entre los sectores obreros barceloneses, explican la poca relevancia que el PSOE alcanzó en los primeros años tras su fundación, al contrario que sus homólogos europeos.[cita requerida]
El PSOE celebró su primer congreso en Barcelona en 1888, aunque no logró representación parlamentaria hasta el 8 de mayo de 1910, cuando la Conjunción Republicano-Socialista permitió a Pablo Iglesias obtener 40 899 sufragios y el acta de diputado a Cortes. Fue reelegido en 1914, en vísperas del asesinato de Jean Jaurès, con 21 956 sufragios, esta vez presentándose por Oviedo.
A partir de la alianza con los republicanos y la entrada en el parlamento, su presencia y su importancia en la sociedad española fue en aumento, tanto por su propia actividad como partido como por la fuerza de la Unión General de Trabajadores (UGT), sindicato socialista fundado por Pablo Iglesias en 1888 en la ciudad de Barcelona e íntimamente ligado al PSOE, ya que hasta la década de 1980 la sindicación a UGT suponía la afiliación al PSOE y viceversa.
Aunque históricamente la lucha contra el clericalismo no les había parecido a los dirigentes e ideólogos socialistas que fuese la causa del movimiento obrero, el contacto con la cultura política republicana junto con el crecimiento de los sindicatos católicos «amarillos», le hizo adoptar una postura anticlerical como se pudo comprobar en el programa de 1918 en el que, además de propugnar la «supresión del presupuesto del clero y confiscación de sus bienes» y la enseñanza «gratuita y laica» (reivindicaciones que aparecían en el programa de 1888), se defendía «la disolución de todas las órdenes religiosas» (la máxima reivindicación anticlerical del republicanismo). Precisamente cuando la oleada anticlerical de la primera década del siglo XX remitió, los socialistas se convirtieron en «los mejores custodios de la tradición laicista de la izquierda española».
El 9 de abril de 1916, Pablo Iglesias repitió escaño con 18 054 sufragios. Debido al papel activo que tuvieron durante la huelga general de 1917, los futuros líderes socialistas Francisco Largo Caballero y Julián Besteiro fueron detenidos, juzgados y encarcelados con una condena a cadena perpetua, aunque eso no impidió que en las elecciones generales españolas de febrero de 1918 todos fueran elegidos diputados. En 1919, Pablo Iglesias empezó a abandonar sus obligaciones políticas debido a problemas de salud, falleciendo en 1925.

### Crisis de las Internacionales (1920-1922)

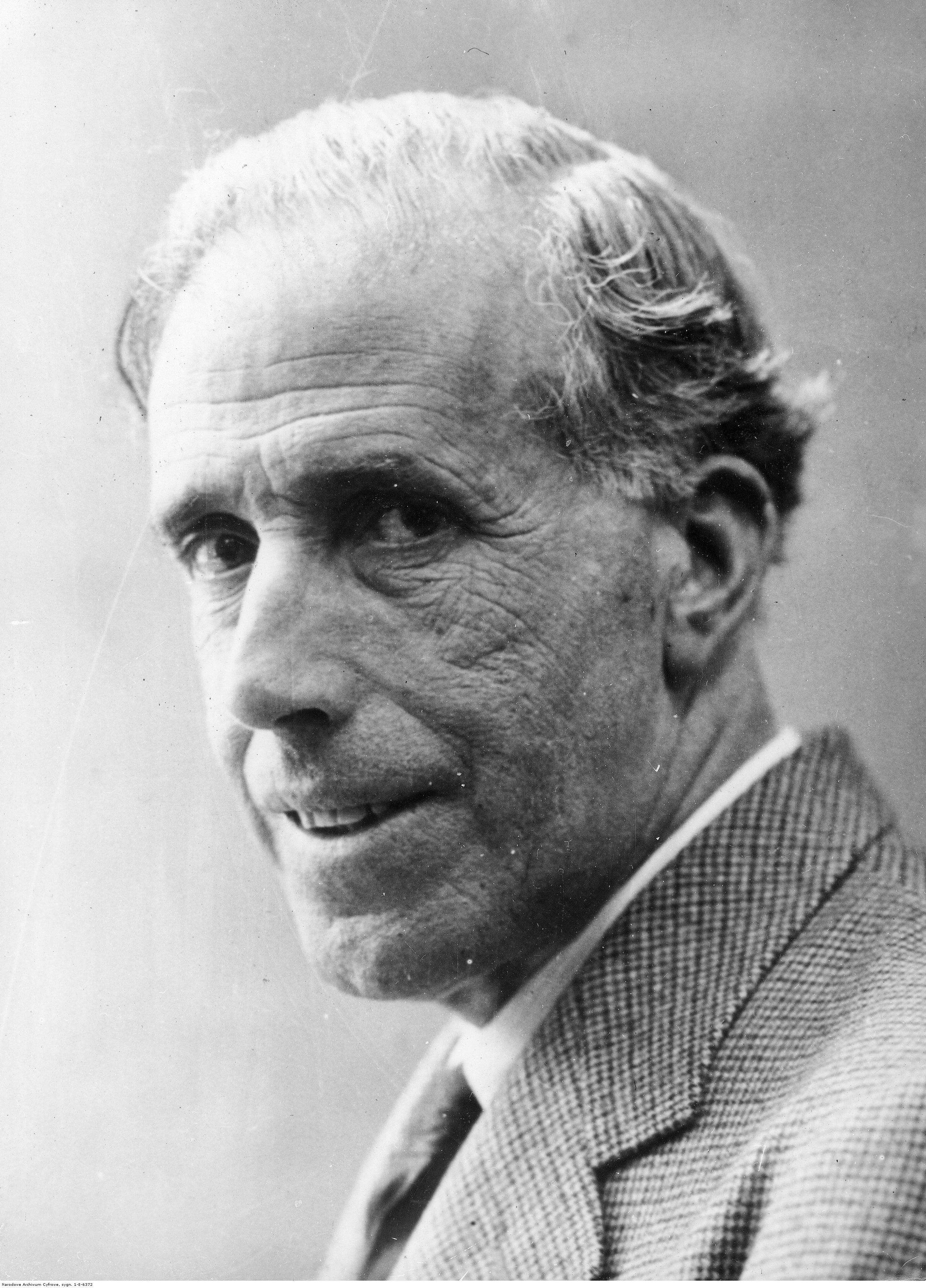
Julián Besteiro fue presidente del PSOE desde 1925 hasta su dimisión en febrero de 1931

Como el resto de partidos obreros, el PSOE se vio seriamente afectado por la llamada «crisis de las Internacionales». El triunfo de la Revolución rusa de 1917 y la creación de la Internacional Comunista (separada de la unitaria Internacional Socialista) provocó la ruptura del partido entre los partidarios de adherirse al Komintern (que finalmente se agruparían en el Partido Comunista de España, en 1921) y los sectores más moderados, mayoritarios, que permanecieron en la Segunda Internacional.

Primer logotipo conocido del PSOE, utilizado desde la década de los años 20 hasta los 70. Representaba la unión los trabajos físico e intelectual

### Colaboración con la dictadura de Primo de Rivera (1923-1931)
La dictadura de Miguel Primo de Rivera, que había sustituido al gobierno turnista en 1923, adoptó medidas represivas contra organizaciones obreras como la CNT, pero toleró los movimientos de la UGT, que se convirtió en la primera central sindical de España. Promovió también una extensa legislación social, parte de la cual se recogió en el Código del Trabajo (1926), en cuyo éxito fue clave la colaboración entre el régimen, el PSOE y la UGT.
La colaboración socialista con la dictadura fue muy criticada por los anarquistas, y considerada por el historiador Javier Tusell como «difícil de entender desde la óptica actual». La propaganda de Primo de Rivera insistía en que el PSOE era el único partido honesto de la etapa anterior, y llegó a afirmar que pretendía crear un nuevo sistema turnista con el PSOE y la Unión Patriótica. Francisco Largo Caballero llegó a tomar posesión de un cargo de consejero de Estado el 25 de octubre de 1924; a ello se opusieron Fernando de los Ríos e Indalecio Prieto.
En 1929, en pleno declive de la dictadura, que estaba ya dispuesta a aceptar en la Asamblea a cinco representantes de la UGT elegidos libremente, el PSOE rompió con la misma y se declaró a favor de la república. Aunque a título personal, una figura del partido participó en el Pacto de San Sebastián para proclamar la II República.
En febrero de 1931, Besteiro presentó su dimisión irrevocable como presidente del PSOE y de la UGT.

### Segunda República (1931-1936) y Guerra Civil (1936-1939)

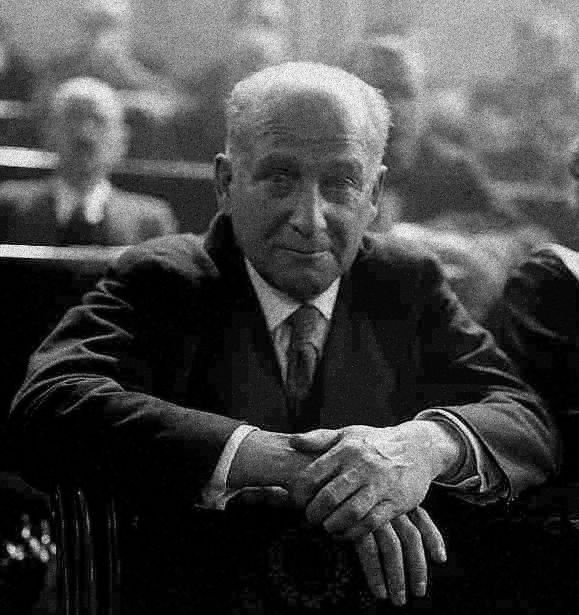
Instantánea de Largo Caballero en las Cortes

Cuando cayó el régimen primorriverista, el PSOE era el partido político más extendido y mejor organizado del país. En abril de 1931 se había elegido a Remigio Cabello como presidente de la formación, cargo en el que le sucedería el propio Francisco Largo Caballero con la nueva ejecutiva formada tras el Congreso de octubre de 1932. El PSOE se convirtió en el partido mayoritario de las Cortes republicanas de 1931 al obtener 131 diputados.
Poco después de la proclamación de la República el partido ya contaba con varios periódicos, como El Sur en Córdoba, Democracia en Jaén, La Tribuna Socialista en Barcelona, La Lucha de Clases de Bilbao, etc. En Madrid sobresalía el órgano histórico El Socialista, bajo la dirección de Julián Zugazagoitia. Además de estas publicaciones, los diarios El Liberal de Bilbao y Claridad de Madrid —órganos respectivos de Indalecio Prieto y Largo Caballero— también se mantuvieron cercanos al partido.
Durante el primer bienio (1931-1933) fue una fuerza fundamental en la coalición que sostuvo los gobiernos de Manuel Azaña, gestionando diversos ministerios y colaborando con partidos como Acción Republicana o el Partido Republicano Radical Socialista.

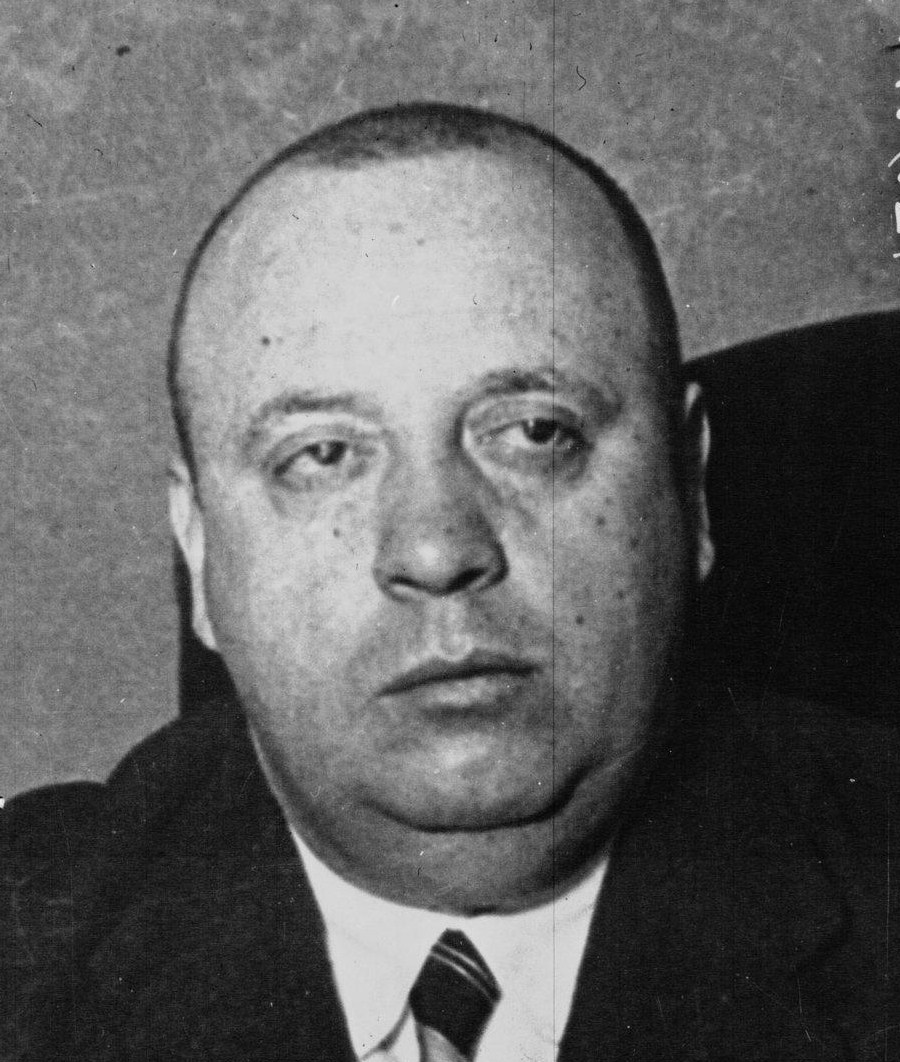
Indalecio Prieto en 1936; según Santos Juliá, la preponderancia en el partido de Prieto llegó «a sacar literalmente de quicio» a Largo Caballero

Las elecciones de 1933 supusieron un fuerte varapalo a las izquierdas republicanas, y consolidaron a la Confederación Española de Derechas Autónomas como principal partido en el Parlamento. A lo largo de este bienio, la situación social sufrió un proceso de radicalización y confrontación ideológica del que no se salvó el PSOE, progresivamente escindido entre los sectores más centristas y demócratas, representados por Indalecio Prieto y Julián Besteiro; y el ala más radical encabezada por Francisco Largo Caballero, cada vez más escorada hacia el rechazo de las instituciones republicanas y la defensa de una revolución proletaria al estilo soviético.
Esta deriva radical culminó en la Revolución de 1934, en la que el PSOE y la UGT (con la única oposición de los sectores centristas minoritarios de Besteiro) abanderaron un violento movimiento insurreccional que sólo triunfó en Asturias, donde contó con la colaboración de la CNT y de los comunistas y se estableció un orden revolucionario precario; y en Cataluña, donde la revolución tuvo un marcado carácter nacionalista.
En 1935, el PSOE participó en el Frente Popular, que aglutinaba a fuerzas republicanas de izquierdas, socialistas, comunistas y nacionalistas. Esta obtuvo un ajustado triunfo en las elecciones de 1936, pero su gobierno se vio interrumpido por el alzamiento militar del 18 de julio de 1936 y la posterior guerra civil. Durante el transcurso de esta, el PSOE constituyó uno de los cimientos de los sucesivos gobiernos republicanos. Francisco Largo Caballero y Juan Negrín, ambos dirigentes socialistas, ocuparon la presidencia del gobierno en esa etapa.

### Clandestinidad durante el franquismo (1939-1977)

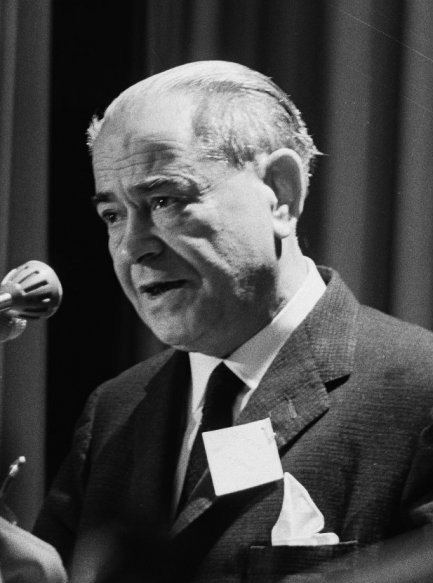
Rodolfo Llopis en un congreso socialista en Ámsterdam celebrado en septiembre de 1963

Tras el triunfo de los rebeldes y el establecimiento de la dictadura franquista, el PSOE fue ilegalizado junto con el resto de partidos y organizaciones democráticas. Sus dirigentes se vieron obligados a exiliarse y sus militantes en el interior fueron ejecutados, encarcelados o represaliados durante la represión de la posguerra, dejando prácticamente descabezada la organización. De hecho, en los años del franquismo la actividad del Partido Socialista Obrero Español fue muy limitada. El peso de la resistencia antifranquista recayó básicamente sobre el maquis y el Partido Comunista de España.
En los últimos años de la dictadura, el PSOE acometió una contundente renovación generacional e ideológica que permitió tomar el mando a una nueva generación de socialistas ajenos al exilio. Esta renovación se hizo efectiva en el Congreso de Suresnes de 1974, cuando el histórico Rodolfo Llopis dio paso a Felipe González al frente de la Secretaría General del partido.

### Alternancia en el poder (1978-presente)

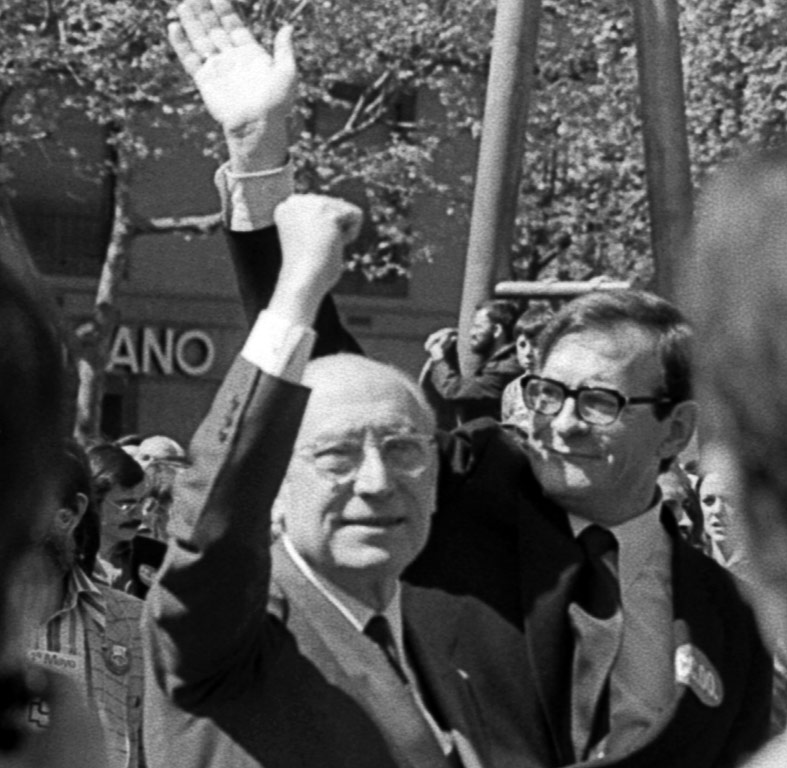
Enrique Tierno Galván, alcalde de Madrid entre 1979 y 1986 con el PSOE

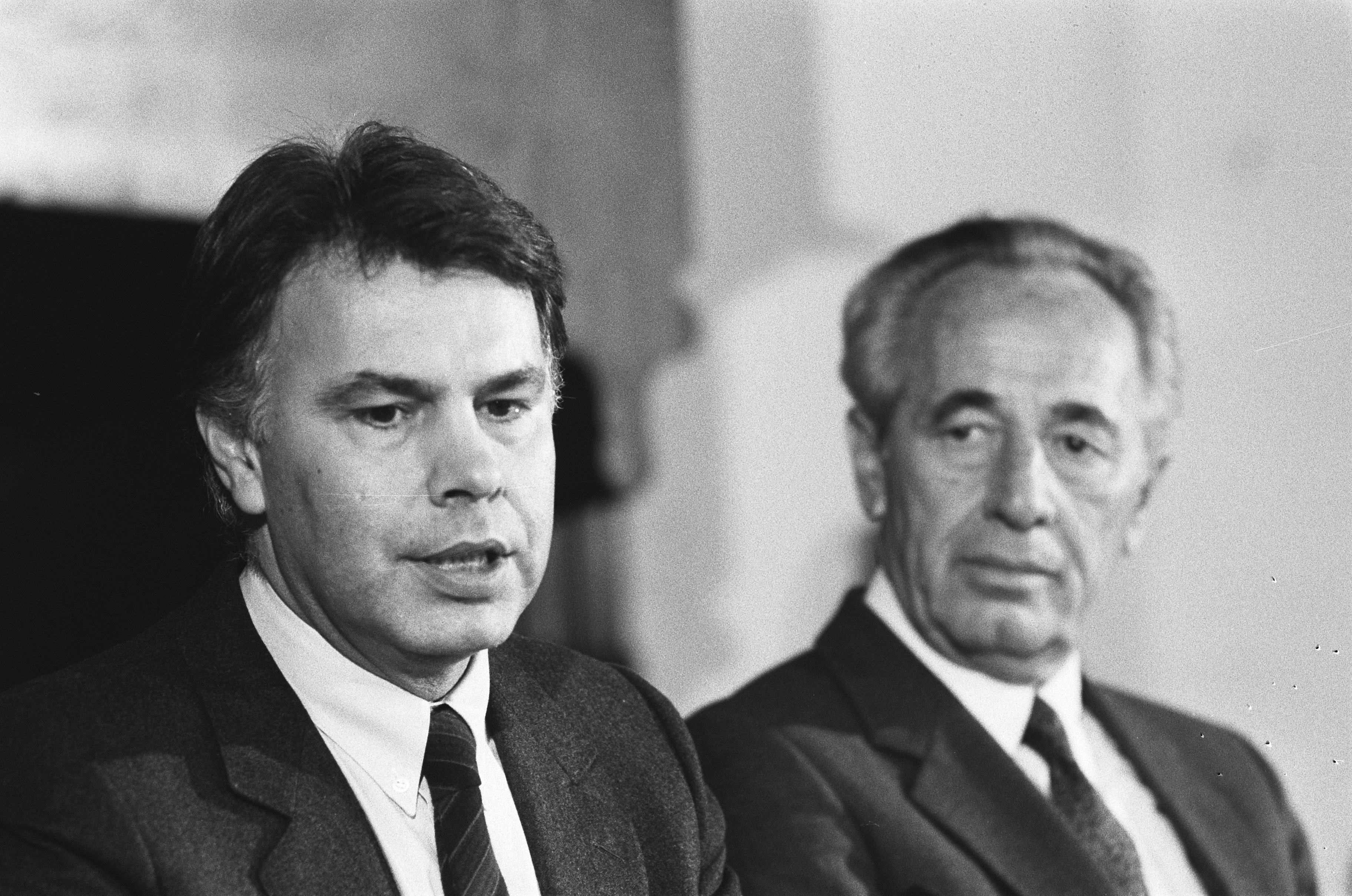
Felipe González en 1986, junto al primer ministro y líder del Partido Laborista Israelí Shimon Peres

Tras la reinstauración de la monarquía parlamentaria en España, el PSOE se convirtió en uno de los dos grandes partidos del panorama político. En el comienzo de este periodo el PSOE se reforzó con la incorporación del Partido Socialista Popular dirigido por Enrique Tierno Galván.
Ha ganado en diecisiete convocatorias electorales a nivel nacional (frente a las siete del PP y las tres de la UCD), cuenta con un cuerpo electoral que ronda el 30 % de la población y ha permanecido en el poder veintiún años. Posee el récord en número de votos obtenidos en unas elecciones generales en España: 11 288 698 votos (43,87 %) en las elecciones generales de 2008 y el récord en porcentaje de voto y un 48,11 % (10 127 392 votos) en las elecciones generales de 1982, así como el récord de diputados (202), obtenido también en 1982. El partido ha sido criticado, después de la Transición, por formar parte de un sistema bipartidista en el país junto al Partido Popular, llegándose a conocer esta realidad dual e «inamovible» de la política española de forma informal como «PPSOE». El partido se ha visto implicado en varios casos de corrupción durante este periodo.

#### Felipe González (1978-1997)
En las elecciones generales de 1982, el PSOE obtuvo una contundente mayoría en el Congreso de los Diputados, consiguiendo 202 diputados con el respaldo de más de diez millones de votos (48,11 % de los votos). Se acometió entonces una notable transformación del país en diversos ámbitos. En el plano económico, se decantó por el pragmatismo liberal, acometiendo una reconversión industrial y estableciendo la reducción de la inflación como prioridad, mientras que en el social se asistió a la extensión del estado del bienestar. Cabe destacar igualmente la reforma del Ejército, iniciada ya durante la etapa ucedista, y más tarde conducida por el ministro de Defensa socialista Narcís Serra, que fue clave para la promoción del apoliticismo y la profesionalización de los mandos.
Con la moderación del PSOE en su llegada al poder, los gobiernos socialistas no llegaron a tomar ninguna gran medida reformadora sin el consentimiento de tres importantes poderes fácticos: la banca, la Iglesia y el Ejército. En las elecciones de 1986 el PSOE mantuvo la mayoría absoluta con 184 diputados. Ese año España se integró en la Comunidad Económica Europea, mientras se asistía a una fase de crecimiento expansivo y de entrada masiva de capitales extranjeros, atraídos por los altos tipos de interés. Sin embargo el descontento de los sindicatos fue creciendo y el 14 de diciembre de 1988 organizaron una huelga general. Durante estos últimos años existió una trama de financiación ilegal del partido, que se destaparía años más tarde, conocida como caso Filesa, a través de una sentencia del Tribunal Supremo en 1997.
Aunque el partido se había opuesto inicialmente a la OTAN, el gobierno de González organizó y ganó un referéndum sobre la cuestión en 1986, pidiendo un voto favorable. El gobierno fue criticado por evitar los nombres oficiales de la organización utilizando términos como 'Alianza Atlántica' no oficiales. Un símbolo de este cambio de opinión fue Javier Solana, que hizo campaña contra la OTAN, pero terminó años más tarde como su secretario general.
En las elecciones de 1989, el PSOE se quedó a un diputado de la mayoría absoluta, con 175 escaños (la mitad exacta del Congreso). Ya en los comicios de 1993 el desgaste se hizo notar en los resultados electorales: aunque Felipe González volvió a ganar las elecciones, esta vez la victoria fue con menos respaldo (159 escaños) y con la presencia del Partido Popular más reforzado (con 141 escaños). El desgaste se debió mayoritariamente a la aparición de numerosos casos de corrupción y al encausamiento de altos cargos del PSOE, algunos condenados posteriormente por los tribunales, como responsables de la financiación y dirección del terrorismo de Estado de los Grupos Antiterroristas de Liberación. También se produjo la dimisión de Alfonso Guerra, a causa de un caso de corrupción en el que se vio involucrado su hermano, conocido como caso Guerra.
En estos años también empezó el proceso de privatización del tejido productivo público, como Telefónica, Endesa, Repsol, Argentaria o Tabacalera. Finalmente en las elecciones generales de 1996 el PSOE perdió 18 diputados y resultó vencedor el Partido Popular. La renuncia de Felipe González a la secretaría general en 1997 llevó al PSOE a una grave crisis en la dirección.

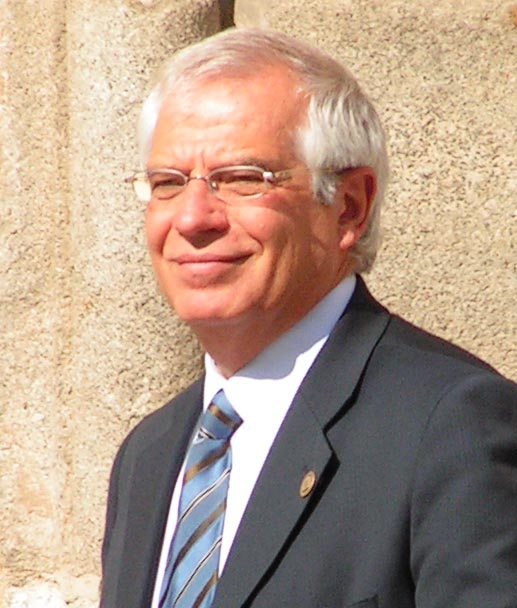
Josep Borrell

#### Crisis y liderazgo de Joaquín Almunia (1997-2000)
El partido eligió a Joaquín Almunia como secretario general y celebró por primera vez elecciones primarias para designar al candidato a la Presidencia del Gobierno. En ellas los militantes eligieron a Josep Borrell en contra del aparato del partido, que apoyaba a Joaquín Almunia. Finalmente, Borrell se vio obligado a renunciar, evidenciando el fracaso de dichas primarias. Joaquín Almunia fue el candidato socialista a las elecciones de 2000, en las cuales el PSOE fue derrotado con contundencia por el PP de José María Aznar, por lo que presentó su dimisión.

#### José Luis Rodríguez Zapatero (2000-2012)

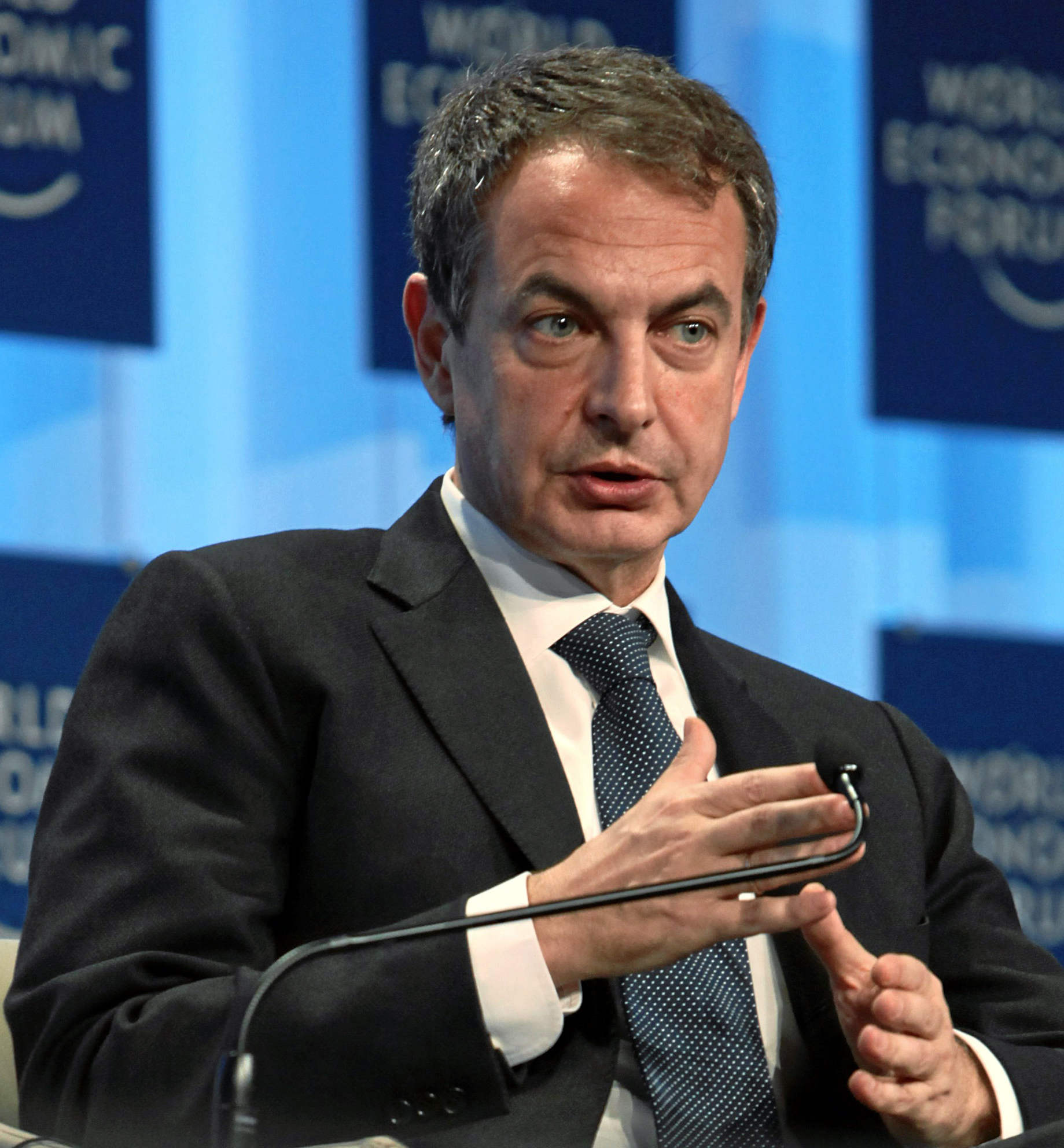
Desde el año 2000 hasta el año 2012, José Luis Rodríguez Zapatero estuvo al frente del partido

Bajo la dirección de Zapatero, el PSOE recuperó terreno electoral frente al PP, superándolo en las elecciones autonómicas y municipales de 2003 y ganando las elecciones generales de 2004 con mayoría simple, así como las europeas del mismo año. Las citadas elecciones generales coincidieron con los días sucesivos a los atentados del 11 de marzo y la criticada gestión del PP de los mismos. En el 2005, se aprueba el Matrimonio entre personas del mismo sexo, cumpliendo el compromiso electoral, siendo el cuarto país del mundo en aprobarlo.

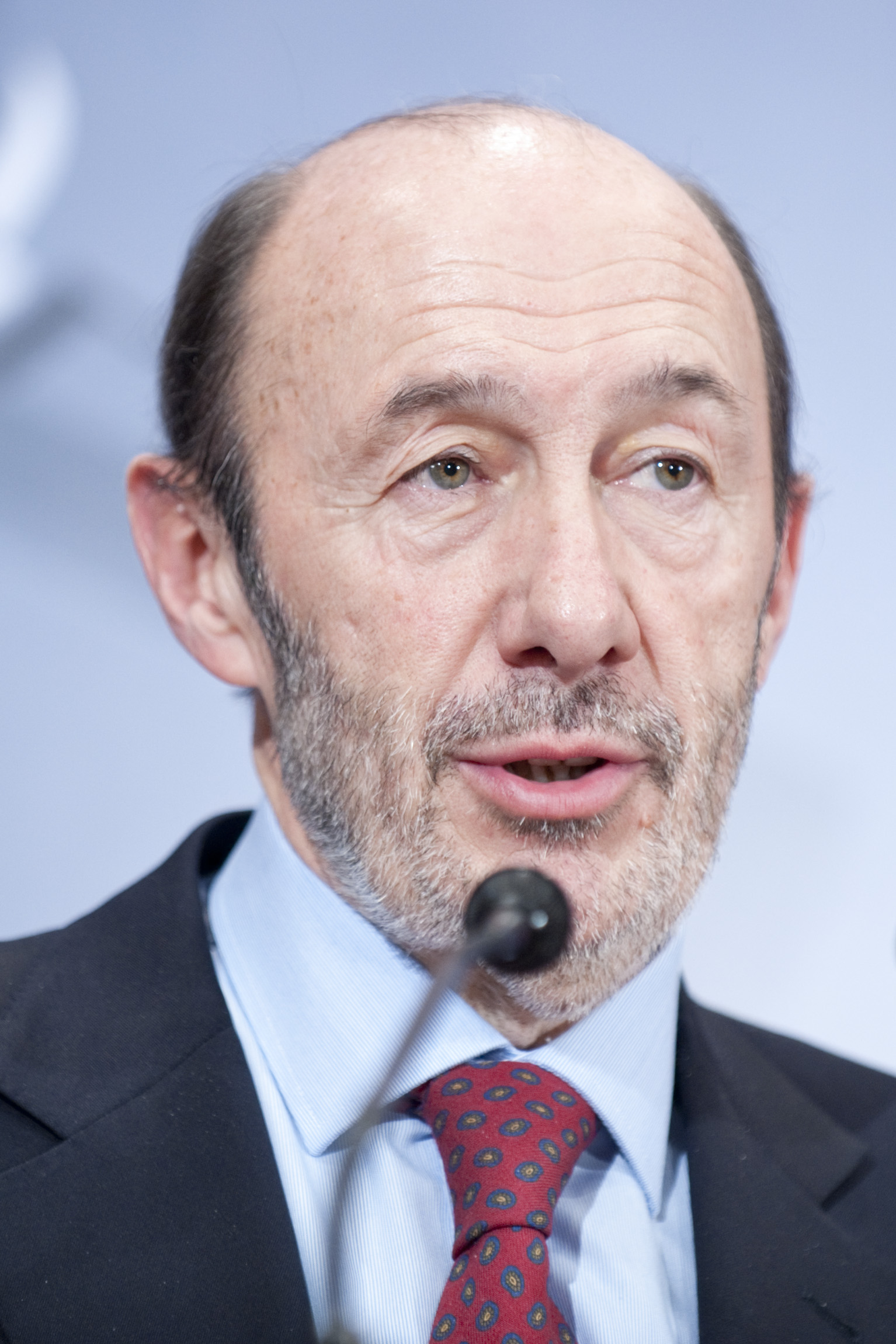
Alfredo Pérez Rubalcaba, candidato a la presidencia del Gobierno en las generales de 2011, pasó a liderar la oposición

En las elecciones generales de 2008 el Partido Socialista Obrero Español volvió a ganar los comicios, obteniendo 169 diputados, cinco más que en 2004 y un 43,87 % de los votos. En diciembre, el PSOE creó su propio think tank, la Fundación Ideas para el Progreso. El fiscal general del Estado, Cándido Conde-Pumpido, reveló que en noviembre de 2009 se estaban tramitando un total de 264 causas contra cargos públicos del PSOE por corrupción. En 2011 se destapó el caso ERE.

#### Alfredo Pérez Rubalcaba (2012-2014)

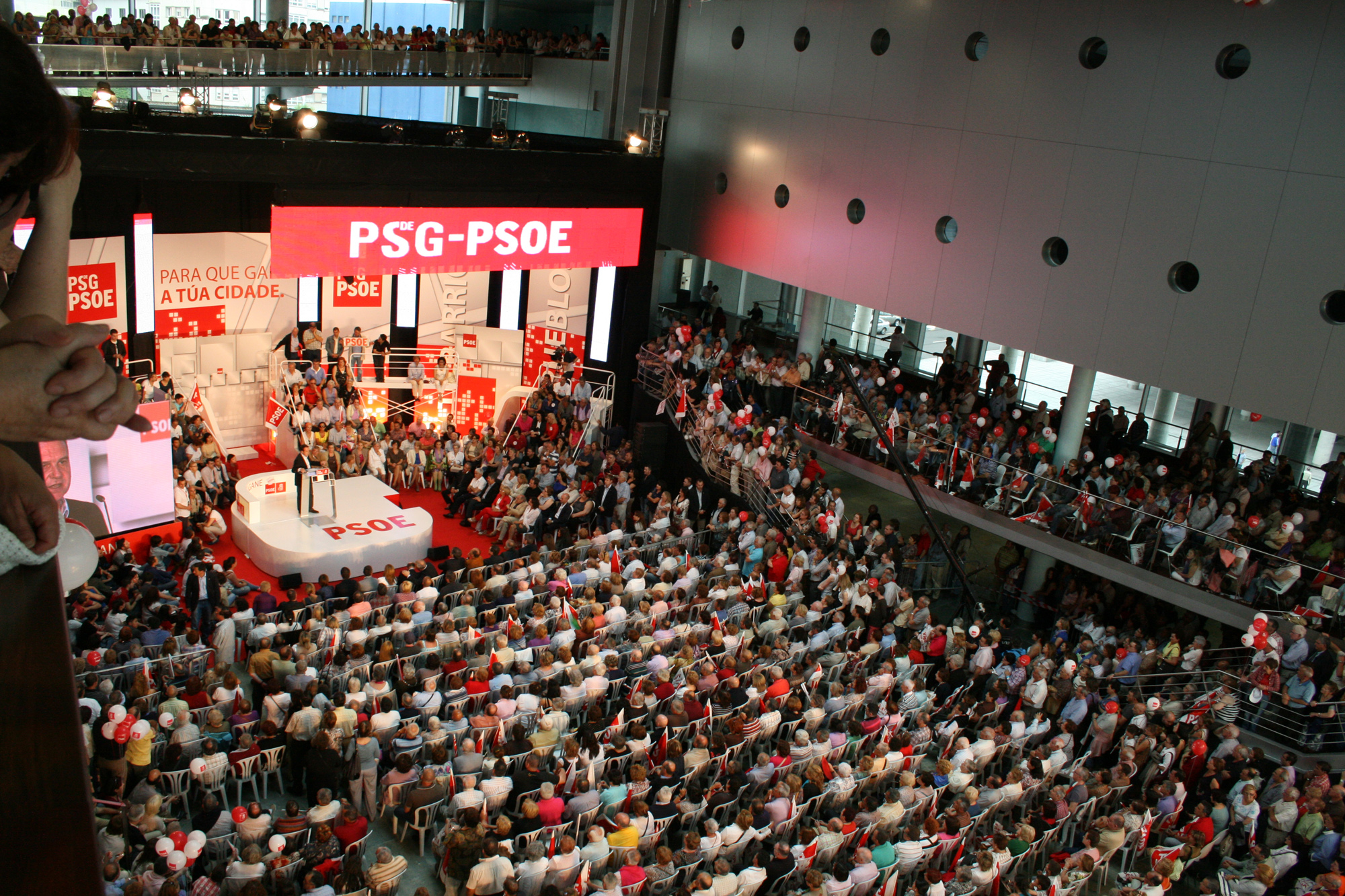
Mitin del PSOE celebrado en el año 2011 en la ciudad de Vigo

En las elecciones generales de España de 2011, el PSOE, que presentaba a Pérez Rubalcaba como candidato, obtuvo 110 escaños (59 menos que 2008) y un 28,76 % de los votos. Tampoco en las municipales de 2011 obtuvo buenos resultados, llegando a perder la segunda ciudad más poblada del país, Barcelona, la cual gobernaba desde las primeras elecciones democráticas. Obtuvo el gobierno, en cambio, en diez capitales de provincia, siete en solitario (Cuenca, Lérida, Lugo, Orense, Tarragona, Toledo, Zaragoza) y una con apoyos (Segovia). Respecto a autonomías, solo gobernaba en Andalucía (junto con Izquierda Unida), Asturias (en minoría, con apoyo parlamentario de IU y UPyD) y Canarias (junto a CC).
En el 38.º Congreso Federal del PSOE celebrado en Sevilla, Alfredo Pérez Rubalcaba fue elegido secretario general del PSOE el 4 de febrero de 2012, con 487 votos a favor de su candidatura y con 465 votos para la candidatura de su rival, Carme Chacón.
Tras los malos resultados del PSOE en las elecciones europeas de 2014, Pérez Rubalcaba anunció su dimisión y se proclamaron tres candidatos: Pedro Sánchez, Eduardo Madina y José Antonio Pérez Tapias.

#### Etapa primera de Pedro Sánchez y crisis interna (2014-2016)

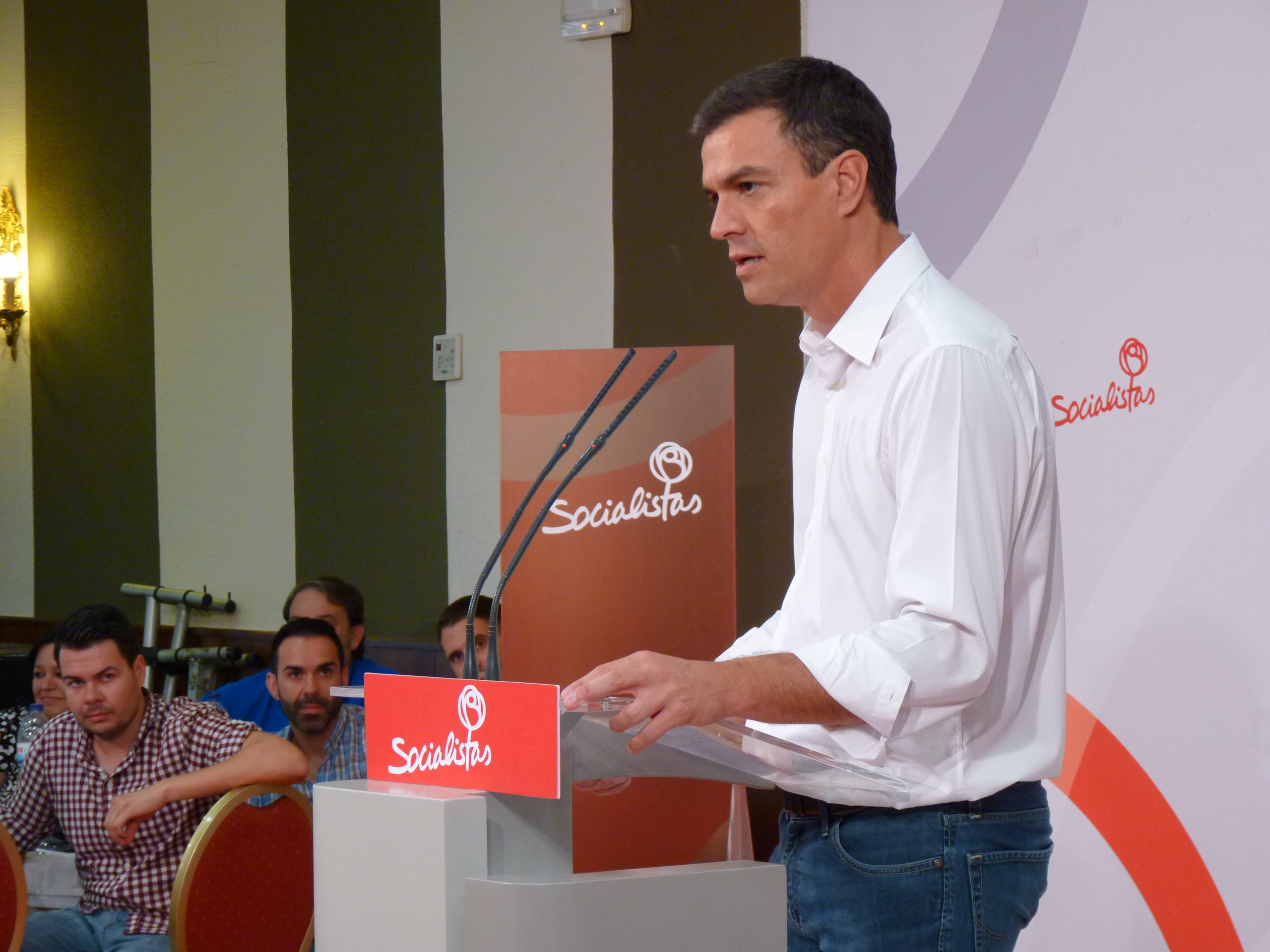
Pedro Sánchez, secretario general desde 2014 hasta 2016

En las elecciones primarias del partido celebradas el 13 de julio de 2014, Pedro Sánchez obtuvo un 49 % de los votos, frente a un 36 % de Madina y un 15 % de Pérez Tapias, convirtiéndose en el nuevo secretario general. Afronta el reto de recuperar la unidad del partido y la confianza de los antiguos votantes del PSOE, un 25 % de los cuales según una encuesta del CIS de octubre de 2014 se decantaría por un nuevo partido, Podemos. A partir de noviembre de 2014, el PSOE ha optado, en cambio, por la estrategia de dejar de llamarles populistas para presentarles en cambio como situados en la extrema izquierda, intentando conservar así la hegemonía del centro izquierda.
En las elecciones al Parlamento de Andalucía de 2015, celebradas anticipadamente en marzo de 2015, el PSOE fue la fuerza más votada. Sin embargo, al no obtener mayoría absoluta, la investidura de Susana Díaz como presidenta de la Junta fue rechazada hasta en tres ocasiones, a causa del voto en contra de PP, Podemos, Ciudadanos e Izquierda Unida. Marcadas por un «retroceso del bipartidismo», en las elecciones municipales de mayo de 2015, el PSOE tuvo un mínimo en el total de votos; en las elecciones autonómicas celebradas en la misma fecha, consiguió volver a ser la formación más votada en la comunidad autónoma de Extremadura, así como mantenerse en primera posición en Asturias. En otras comunidades como Castilla-La Mancha, Comunidad Valenciana, Aragón o las Islas Baleares, fue la segunda fuerza, por lo que necesitaría pactar con otras formaciones para ocupar los gobiernos autonómicos.
Exceptuando las elecciones andaluzas de 2015, la mayoría de comicios celebrados durante la primera etapa de Sánchez arrojaron resultados negativos para el PSOE. Añadido a esto, la política de pactos llevada a cabo por Sánchez tras las elecciones generales de 2016, basada en la negativa rotunda a facilitar un gobierno del Partido Popular, fue disputada por varios dirigentes de la formación. Se gestó en el seno del partido una corriente crítica con Sánchez, encabezada por Susana Díaz, presidenta de la Junta de Andalucía.
El 28 de septiembre de 2016, el secretario de Política Federal del PSOE, Antonio Pradas, presentó en la sede del partido la dimisión en bloque de 17 miembros de la Ejecutiva Federal para que el partido pase a estar dirigido por una gestora y presionar a Pedro Sánchez a dimitir como Secretario general. La Ejecutiva, compuesta por 35 miembros (38 en su origen), perdió por dimisión a dos ejecutivos, que se sumaron a los 17 haciendo un total de 19, la mitad más uno de la misma. Entre ellos se encontraban la presidenta del partido, Micaela Navarro, la exministra Carme Chacón o los presidentes de la Comunidad Valenciana Ximo Puig y de Castilla-La Mancha Emiliano García-Page.
En la tarde del 1 de octubre de 2016, tras la celebración de un tenso Comité Federal, Pedro Sánchez presentó su dimisión como secretario general del partido. Esa misma noche se notificó que le sucedería una gestora provisional, al frente de la cual estará el presidente del Consejo de Gobierno del Principado de Asturias, Javier Fernández Fernández.

#### Vuelta de Pedro Sánchez y llegada al Gobierno (2017-presente)
Tras ser forzado a abandonar la secretaría general del partido y renunciar a su escaño en el Congreso de los Diputados para evitar abstenerse en la votación de investidura de Mariano Rajoy, Sánchez inició una campaña para ganar la confianza de las bases en su camino para recuperar la secretaría general. Finalmente, se llevaron a cabo primarias en el partido en el XXXIX Congreso del PSOE (junio de 2017) consiguiendo el apoyo mayoritario de la militancia y recuperando su cargo orgánico en el partido.
Tras su victoria, Sánchez seleccionó una nueva ejecutiva federal compuesta mayoritariamente por personas de su entorno y llevó a cabo reformas estructurales del partido entre las que destacaban cambios estatutarios que reducían el poder del Comité Federal del PSOE (órgano que previamente lo obligó a dimitir) y dando mayor importancia en la toma de decisiones a la militancia.
Los años 2017 y principios del 2018 fueron años tranquilos dentro del partido, con un Sánchez al frente del mismo, con un liderazgo reforzado, pero obligado a permanecer en un segundo plano en la política nacional debido a su carencia de escaño en el Congreso de los Diputados.

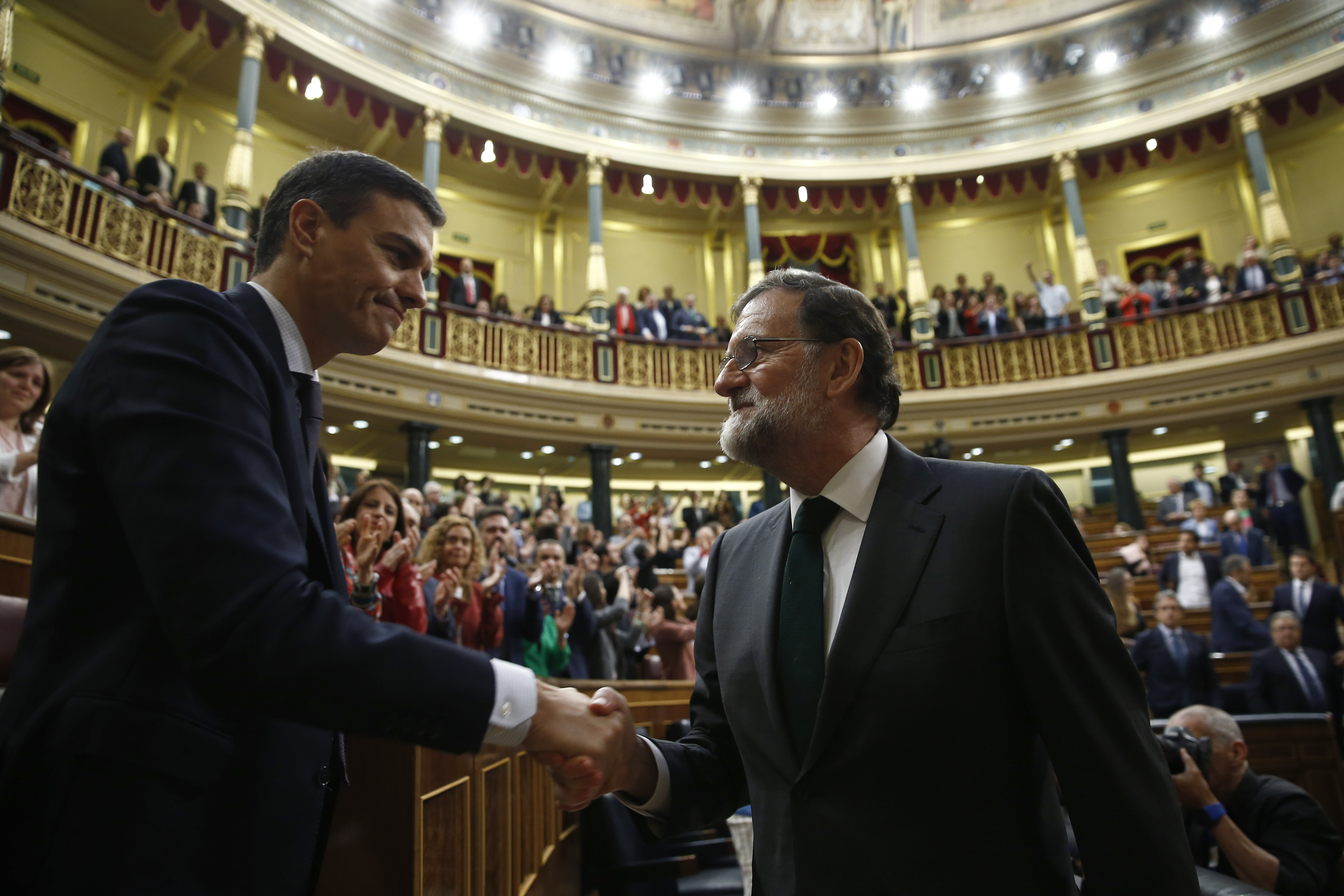
Moción de censura contra Mariano Rajoy del 1 de junio de 2018, tras la cual el Pedro Sánchez forma Gobierno en minoría: el primer Gobierno Sánchez (2018-2020)

No fue hasta finales de mayo de 2018, cuando Sánchez regresó a la primera línea política anunciando una moción de censura contra el presidente Rajoy tras la sentencia del caso Gürtel, que condenaba al extesorero del Partido Popular, Luis Bárcenas, a empresarios afines y al propio partido como «partícipe a título lucrativo».
La moción de censura consiguió el apoyo mayoritario de la Cámara (180 votos a favor, 169 en contra y 1 abstención), obligando al Gobierno de Rajoy a dimitir e invistiendo automáticamente a Pedro Sánchez como séptimo presidente del Gobierno de la democracia y, en consecuencia, el PSOE volvía al Gobierno 6 años y medio después, siendo Sánchez el tercer presidente socialista tras Felipe González y José Luis Rodríguez Zapatero.
Tras verse incapaz de aprobar los presupuestos generales del estado debido a estar gobernando en minoría, Sánchez convocó elecciones generales en abril de 2019, en las que a pesar de salir victorioso con 123 escaños no logra formar gobierno y produce la que sería la cuarta convocatoria a elecciones generales en menos de 4 años. En noviembre de 2019 vuelve a ganar las elecciones, obteniendo 120 escaños, tres menos respecto a los anteriores comicios. Es investido presidente en enero de 2020, formando el primero gobierno de coalición de la historia de la democracia española, con Unidas Podemos.
En marzo de 2021 el Congreso aprobó la Ley de eutanasia a iniciativa del PSOE, convirtiéndose en el quinto país del mundo en aplicarla.
Entre los días 15 y 17 de octubre de 2021 se celebró en Valencia el XL Congreso del PSOE, llamado de la reunificación. El momento más emotivo del mismo fue el abrazo entre Pedro Sánchez y Felipe.
En julio de 2022 el Tribunal Supremo ratifica la condena por el Caso ERE a José Antonio Griñán y a ocho ex altos cargos de la Junta de Andalucía a varios años de prisión. Ex altos cargos del partido como Alfonso Guerra, Susana Díaz, o los expresidentes del Gobierno Rodríguez Zapatero y Felipe González; periodistas, como Iñaki Gabilondo; deportistas, como Vicente del Bosque y otros políticos como Antonio Maíllo, Josep Antoni Durán i Lleida o José Julio Rodríguez Fernández, firmaron una petición de indulto con más de 4000 firmantes.
En las elecciones autonómicas del 28 de mayo de 2023 el PSOE pierde gran parte de las comunidades autónomas donde gobernaba frente al Partido Popular. Debido a los malos resultados Pedro Sánchez anuncia el 29 de mayo la convocatoria de elecciones generales anticipadas para el 23 de julio de 2023.
En estas elecciones, el PSOE quedó en segunda posición con 121 escaños, por detrás del PP con 137. Esto supuso un avance de los Socialistas en 1 escaños y más de un millón de votos con respecto a 2019 y su mejor resultado desde 2008. Pese a haber quedado en segunda fuerza, Pedro Sánchez logró formar un gobierno con el apoyo de 179 escaños contra 171 en su contra.

## Dirigentes históricos
| Presidente | Presidente                   | Periodo         |
| ---------- | ---------------------------- | --------------- |
| 1.         | Pablo Iglesias               | 1879-1925       |
| 2.         | Julián Besteiro              | 1925-1931       |
| 3.         | Remigio Cabello              | 1931-1932       |
| 4.         | Francisco Largo Caballero    | 1932-1935       |
| 5.         | Ramón González Peña          | 1936-1944       |
| 6.         | Enrique de Francisco Jiménez | 1944-1947       |
| 7.         | Indalecio Prieto             | 1948-1951       |
| 8.         | Trifón Gómez                 | 1951-1955       |
| -          | Vacante                      | 1955-1964       |
| 9.         | Pascual Tomás                | 1964-1967       |
| 10.        | Ramón Rubial                 | 1967-1970       |
| -          | Dirección colegiada          | 1970-1976       |
| 11.        | Ramón Rubial                 | 1976-1979       |
| -          | Vacante                      | 1979            |
| 12.        | Ramón Rubial                 | 1979-1999       |
| -          | Vacante                      | 1999-2000       |
| 13.        | Manuel Chaves                | 2000-2012       |
| 14.        | José Antonio Griñán          | 2012-2014       |
| 15.        | Micaela Navarro              | 2014-2016       |
| –          | Vacante                      | 2016-2017       |
| 16.        | Cristina Narbona             | 2017-actualidad |

| Secretario general | Secretario general           | Periodo         |
| ------------------ | ---------------------------- | --------------- |
| 1.                 | Ramón Lamoneda               | 1936-1944       |
| 2.                 | Rodolfo Llopis               | 1944-1972       |
| -                  | Dirección colegiada          | 1972-1974       |
| 3.                 | Felipe González              | 1974-1979       |
| -                  | José Federico de Carvajal    | 1979            |
| 3.                 | Felipe González              | 1979-1997       |
| 4.                 | Joaquín Almunia              | 1997-2000       |
| -                  | Manuel Chaves                | 2000            |
| 5.                 | José Luis Rodríguez Zapatero | 2000-2012       |
| 6.                 | Alfredo Pérez Rubalcaba      | 2012-2014       |
| 7.                 | Pedro Sánchez                | 2014-2016       |
| -                  | Javier Fernández             | 2016-2017       |
| 7.                 | Pedro Sánchez                | 2017-actualidad |

| Vicesecretario general | Vicesecretario general | Mandato         |
| ---------------------- | ---------------------- | --------------- |
| 1.                     | Alfonso Guerra         | 1979-1997       |
| -                      | Vacante                | 1997-2008       |
| 2.                     | José Blanco            | 2008-2012       |
| 3.                     | Elena Valenciano       | 2012-2014       |
| -                      | Vacante                | 2014-2017       |
| 4.                     | Adriana Lastra         | 2017-2022       |
| 5.                     | María Jesús Montero    | 2022-actualidad |

| Secretario de Organización | Secretario de Organización | Mandato    |
| -------------------------- | -------------------------- | ---------- |
| 1.                         | Nicolás Redondo            | 1974-1976  |
| 2.                         | Alfonso Guerra             | 1976-1979  |
| -                          | Vacante                    | 1979       |
| 3.                         | Carmen García Bloise       | 1979-1984  |
| 4.                         | Txiki Benegas              | 1984-1994  |
| 5.                         | Ciprià Císcar              | 1994-2000  |
| -                          | Vacante                    | 2000       |
| 6.                         | José Blanco                | 2000-2008  |
| 7.                         | Leire Pajín                | 2008-2010  |
| 8.                         | Marcelino Iglesias         | 2010-2012  |
| 9.                         | Óscar López                | 2012-2014  |
| 10.                        | César Luena                | 2014-2016  |
| -                          | Vacante                    | 2016-2017  |
| 11.                        | José Luis Ábalos           | 2017-2021  |
| 12.                        | Santos Cerdán              | 2021- 2025 |
| 13                         | Rebeca Torró               | 2025       |

| Portavoz en el Congreso | Portavoz en el Congreso     | Periodo         |
| ----------------------- | --------------------------- | --------------- |
| 1.                      | Felipe González             | 1977-1979       |
| 2.                      | Alfonso Guerra              | 1979-1982       |
| 3.                      | Javier Sáenz de Cosculluela | 1982-1985       |
| 4.                      | Eduardo Martín Toval        | 1985-1993       |
| 5.                      | Carlos Solchaga             | 1993-1994       |
| 6.                      | Joaquín Almunia             | 1994-1997       |
| 7.                      | Juan Manuel Eguiagaray      | 1997-1998       |
| 8.                      | Josep Borrell               | 1998-1999       |
| 9.                      | Luis Martínez Noval         | 1999-2000       |
| 10.                     | Jesús Caldera               | 2000-2004       |
| 11.                     | Alfredo Pérez Rubalcaba     | 2004-2006       |
| 12.                     | Diego López Garrido         | 2006-2008       |
| 13.                     | José Antonio Alonso         | 2008-2012       |
| 14.                     | Soraya Rodríguez            | 2012-2014       |
| 15.                     | Antonio Hernando Vera       | 2014-2017       |
| 16.                     | José Luis Ábalos            | 2017 (interino) |
| 17.                     | Margarita Robles            | 2017-2018       |
| 18.                     | Adriana Lastra              | 2018-2021       |
| 19.                     | Héctor Gómez                | 2021-2022       |
| 20.                     | Patxi López                 | 2022-actualidad |

| Secretario general en el Congreso | Secretario general en el Congreso | Periodo         |
| --------------------------------- | --------------------------------- | --------------- |
| 1.                                | Gregorio Peces-Barba              | 1977-1981       |
| 2.                                | Javier Sáenz de Cosculluela       | 1981-1982       |
| 3.                                | Pedro de Silva                    | 1982-1983       |
| 4.                                | Eduardo Martín Toval              | 1983-1985       |
| 5.                                | Carlos Sanjuán                    | 1985-1986       |
| 6.                                | José Vicente Beviá Pastor         | 1986-1993       |
| 7.                                | Jesús Caldera                     | 1993-1998       |
| 8.                                | María Teresa Fernández de la Vega | 1998-2004       |
| 9.                                | Diego López Garrido               | 2004-2006       |
| 10.                               | Julio Villarrubia                 | 2006-2008       |
| 11.                               | Ramón Jáuregui                    | 2008-2009       |
| 12.                               | Eduardo Madina                    | 2009-2014       |
| 13.                               | Miguel Ángel Heredia              | 2014-2017       |
| 14.                               | Rafael Simancas                   | 2017-2021       |
| 15.                               | Rafaela Crespín                   | 2021-2023       |
| 16.                               | Montse Mínguez                    | 2023-actualidad |

| Portavoz en el Senado | Portavoz en el Senado  | Mandato         |
| --------------------- | ---------------------- | --------------- |
| 1.                    | Francisco Ramos        | 1978-1979       |
| 2.                    | Juan José Laborda      | 1979-1987       |
| 3.                    | Jaime Barreiro Gil     | 1989-1993       |
| 4.                    | Bernardo Bayona Aznar  | 1993-1996       |
| 5.                    | Juan José Laborda      | 1996-2004       |
| 6.                    | Joan Lerma             | 2004-2008       |
| 7.                    | Carmela Silva          | 2008-2011       |
| 8.                    | Marcelino Iglesias     | 2011-2014       |
| 9.                    | María Chivite          | 2014-2015       |
| 10.                   | Óscar López            | 2015-2016       |
| 11.                   | Vicente Álvarez Areces | 2016-2017       |
| 6.                    | Ander Gil              | 2017-2021       |
| 7.                    | Eva Granados           | 2021-2023       |
| 8.                    | Juan Espadas           | 2023-actualidad |

## Ideología
La ideología del Partido Socialista Obrero Español ha ido evolucionado a lo largo del tiempo:

### Modelo de Estado
En contraste con el centralismo que le habría caracterizado en fechas anteriores, con la llegada de la Transición el PSOE habría virado a una posición más federalista respecto a la organización del Estado. En el Congreso de Suresnes de 1974, representado por Felipe González y Alfonso Guerra, el partido defendía el derecho de autodeterminación de los pueblos formantes del Estado español. En la actualidad, el PSOE propugna un federalismo asimétrico, posicionándose en contra del proceso soberanista de Cataluña. Durante los gobiernos de Felipe González el partido se caracterizó por su posición europeísta, al considerar clave esta integración en Europa para la modernización económica del país.
En las resoluciones del partido se cita la promoción de los «valores republicanos» aunque el partido apoya el consenso constitucional del 1978. Recibieron críticas por estar en contra de celebrar un referéndum después de la abdicación de Juan Carlos I. Los expresidentes Felipe González y Rodríguez Zapatero se han posicionado en contra de una democracia semidirecta similar a la de Suiza, y en contra de la revocatoria del mandato.
En su 40.º Congreso, celebrado en Valencia el 17 de octubre de 2021 y representado por Pedro Sánchez, se dejó claro que, si bien no se posicionan a favor de una república, se posicionan a favor de la transparencia, la democracia y al pago de impuestos por parte de todas las instituciones.

### Política económica
El PSOE se fundó con el propósito de representar y defender los intereses de la clase obrera surgida con la revolución industrial del siglo XIX. Siguiendo la corriente filosófica y política de orientación marxista, pretendía la toma del poder político por la clase proletaria y la socialización de los medios de producción para establecer la dictadura del proletariado, como periodo de transición hacia la sociedad socialista.
En 1979 el partido abandonó definitivamente las tesis marxistas, de la mano de su entonces secretario general Felipe González, no sin antes superar grandes tensiones y dos Congresos, el primero de ellos favorable a mantener el marxismo. Ante esta situación, miembros destacados del interior como Pablo Castellano o Luis Gómez Llorente fundaron la corriente ideológica interna Izquierda Socialista, agrupando a los militantes que apostaban por mantener mayor continuidad con la tradición del partido, en contra de la postura más «flexible» ideológicamente por la que apostaron González y Guerra en los primeros años de la Democracia.
La política de los períodos de gobierno de Felipe González ha sido definida como socioliberal por Julio Aróstegui. Fernando Aguiar comparte este punto de vista. José María Martín Arce ha apuntado que las políticas aplicadas por los dos primeros gobiernos de un PSOE «centrista» encabezado por Felipe González podrían ser calificadas como «liberal-progresistas». Otra serie de autores ha respaldado la caracterización crítica de «neoliberal» de la política económica de varios gobiernos de Felipe González.
Varias fuentes han adscrito al partido a la socialdemocracia. Sin embargo, desde 1982 al menos tres ministros de economía en gobiernos del PSOE se han autocalificado como liberales: Miguel Boyer, Carlos Solchaga y Pedro Solbes. El primero de ellos terminó recalando en la Fundación FAES, declarando tras la decisión el peso de su discurso económico en su toma. La política económica actual del PSOE ha sido definida como neoliberal por Vicenç Navarro. Algunos miembros del PSOE se han manifestado al respecto: José Antonio Pérez Tapias, excandidato a la secretaría general afirmó en 2014 que el PSOE tenía que quitarse de encima décadas de «contaminación neoliberal» y Patxi López afirmó en 2013, después de perder las elecciones generales de 2011 que «La izquierda ha (había) abandonado su responsabilidad ante el neoliberalismo».

### Derechos civiles
Si bien la política económica defendida y aplicada por el PSOE en las últimas décadas es discutible si es más cercana al neoliberalismo que a la socialdemocracia clásica, no ocurre, en absoluto, lo mismo con los derechos civiles. Desde la restauración de la democracia, el PSOE se ha caracterizado por ser un partido totalmente comprometido en este sentido, por ello ha apoyado la aprobación de todas y cada una de las ampliaciones de derechos civiles realizadas desde entonces, ya sea mediante el respaldo parlamentario, en los momentos en los que estaba situado en la oposición, o bien, en etapas de gobierno, mediante su iniciativa. Al mismo tiempo que se ha opuesto a cualquier paso atrás o retroceso que se pudiera plantear o realizar. 
De entre ellas, cabe destacar el voto favorable, el 22 de junio de 1981, a la reinstauración del derecho de divorcio, mediante la ley de divorcio de 1981, iniciativa de los gobiernos de la UCD de Adolfo Suarez y Leopoldo Calvo-Sotelo, siendo imprescindible el apoyo parlamentario del PSOE para que saliera adelante; dado que la UCD, por su fractura interna, votó dividida, a favor y en contra. Décadas más tarde, ya en el gobierno, en 2005, bajo la presidencia de José Luís Rodríguez Zapatero se amplio el derecho de divorcio, con la aprobación de la Ley 15/2005, se introdujo lo que coloquialmente se conoce como divorció exprés, es decir, poder acceder al divorcio sin la necesidad de pasar por una separación previa ni tener que alegar ninguna causa establecida por la ley.  
Siendo partido de gobierno, bajo la presidencia de Felipe Gonzalez, promovió la despenalización del aborto inducido en tres supuestos, mediante la aprobación, en 1985, de la primera ley de la materia dentro de la nueva etapa democrática del país, con la Ley Orgánica 9/1985. Más adelante, en 2010, durante la etapa de gobierno de Jose Luís Rodríguez Zapatero, se aprobó una ampliación del derecho de aborto, basada en plazos y no en supuestos como hasta el momento, mediante la Ley Orgánica 2/2010. Finalmente, en la etapa de gobierno de Pedro Sánchez, en 2023, se reintrodujo, a través de la aprobación de la ley orgánica 1/2023, que las menores de edad, de 16 y 17 años, pudieran abortar libremente sin la necesidad del permiso de los progenitores, requisito que había sido aprobado durante el gobierno del PP, de Mariano Rajoy.  
Hay que señalar que la existencia, durante casi cuarenta años, de la dictadura de Francisco Franco, de ideologia ultraconservadora formulada por el nacionalcatolicismo, impidieron que los derechos civiles citados pudieran ser aprobados, o tan siquiera reivindicados y debatidos, antes, es decir en períodos simultáneos a los que lo hicieron el resto de democracias europeas u occidentales. A partir de entonces, el PSOE ejerció un destacado punto de inflexión en esa dinámica: consiguiendo que el país pasara de ser uno de los últimos en consecución de derechos civiles a ser uno de los pioneros.  En este sentido, destacar la aprobación, en 2005 durante la etapa de gobierno de Jose Luis Rodríguez Zapatero, del matrimonio igualitario, con la ley 13/2005, siendo el tercer país, a nivel mundial, en hacerlo, a la vez que permitía la adopción por personas del mismo sexo.  Años más tarde, volvería a ocurrir, siendo Pedro Sánchez presidente del gobierno, se legalizó, en 2021, la eutanasia con la aprobación de la ley orgánica 3/2021, siendo el sexto Estado del mundo en hacerlo. 

## Estructura y organización

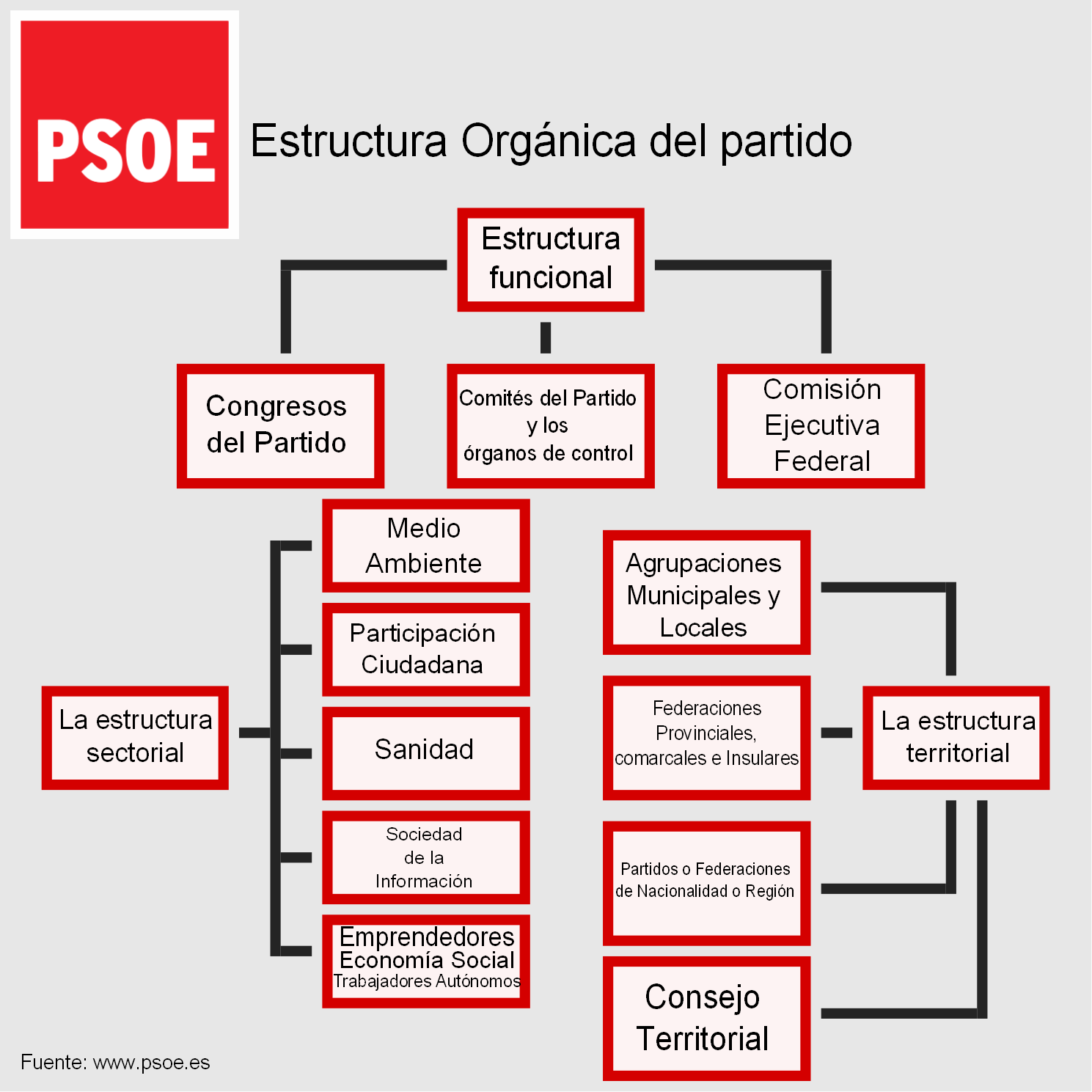
Estructura orgánica del PSOE

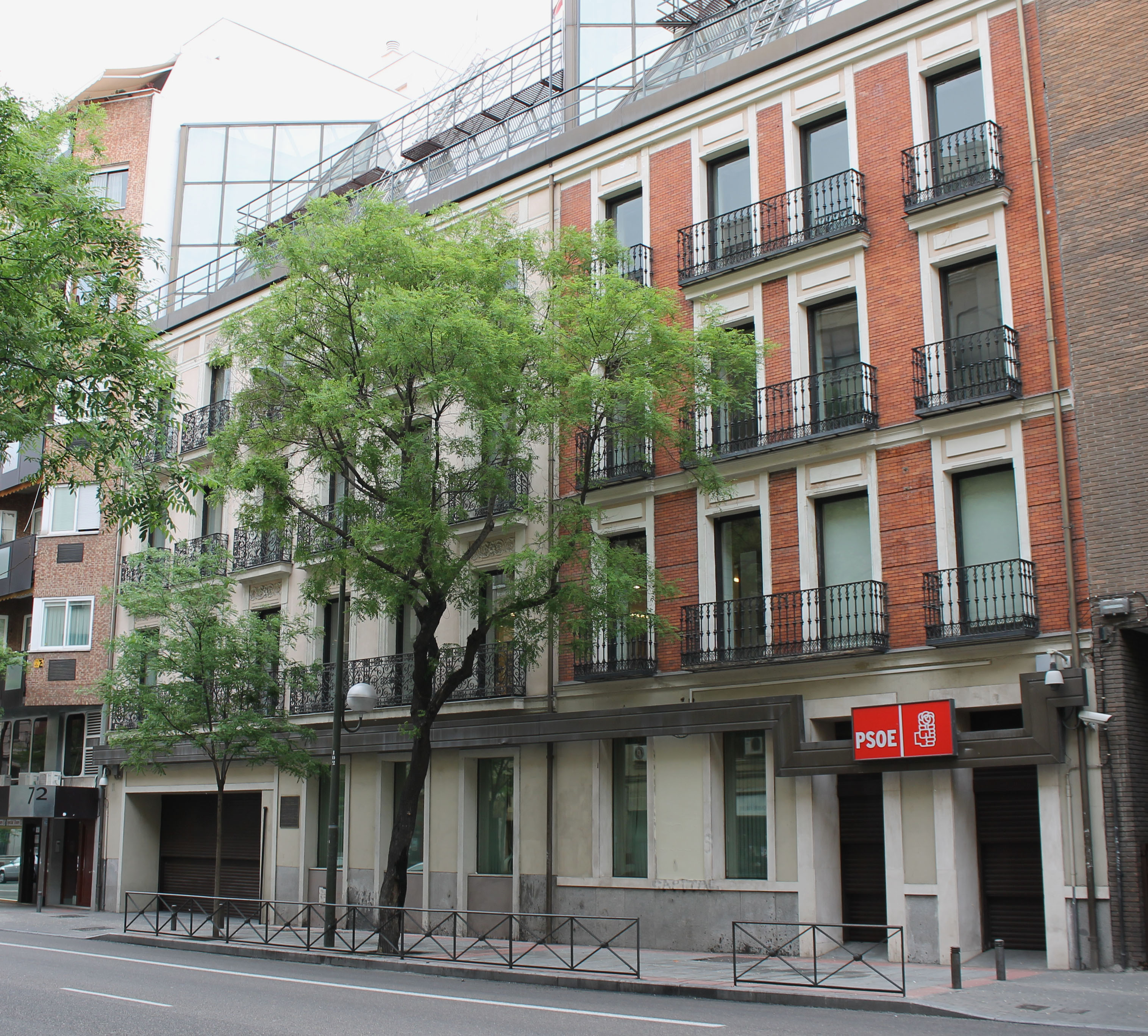
Sede principal del PSOE en la calle Ferraz 70, Madrid

El PSOE está implantado en toda España. En 2013 contaba con aproximadamente 217 000 afiliados y 400 000 simpatizantes, el segundo partido político con más afiliados en España. Los militantes se agrupan en las diferentes federaciones del partido. Entre ellas, las más influyentes y numerosas son las de Andalucía (Partido Socialista Obrero Español de Andalucía, PSOE-A), Cataluña (Partido de los Socialistas de Cataluña, PSC-PSOE) y Comunidad Valenciana (Partido Socialista del País Valenciano, PSPV-PSOE). Debido a la fuerza electoral del socialismo en aquellas comunidades, son destacables también las federaciones de Extremadura o Castilla-La Mancha, liderada esta última por el «barón» Emiliano García-Page, presidente de la Junta de Comunidades de Castilla-La Mancha.

### Congreso Federal
Desde el Congreso Extraordinario de 1979, el PSOE se estructura de manera federal. El máximo órgano del partido es el Congreso Federal, asamblea de delegados que escoge al secretario general y a la Comisión Ejecutiva Federal, marca las líneas programáticas, los grandes objetivos y las directrices políticas que regirán la actividad del partido hasta el siguiente Congreso.
En el Congreso se dan cita los representantes de las distintas federaciones, una por comunidad autónoma (salvo en el caso de Cataluña, en la que el PSC es un partido federado y no estrictamente una federación); más las agrupaciones de Ceuta, Melilla, la federación de Europa (PSOE Europa) y las agrupaciones territoriales de América. También participan las Organizaciones Sectoriales del PSOE, las Juventudes Socialistas como organización juvenil del partido, la corriente federal Izquierda Socialista o la Federación de Mujeres Progresistas.

### Comisión Ejecutiva Federal y Comité Federal

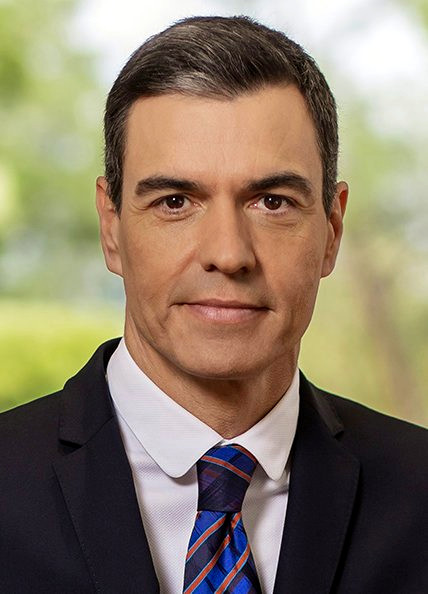
Pedro Sánchez, último secretario general del PSOE, elegido por primarias entre los militantes el 13 de julio de 2014

El máximo órgano federal entre Congresos es el Comité Federal, parlamento interno que dirige la política del partido, controla la gestión de la Comisión Ejecutiva Federal (CEF), aprueba las listas electorales nacionales, y tiene potestad para elegir al candidato a la Presidencia del Gobierno, convocar Congresos Federales, Conferencias Políticas o elecciones para designar candidatos (elecciones primarias). El Comité Federal se reúne tres veces al año.
La Comisión Ejecutiva Federal es la dirección federal del partido. Está formada por el presidente, el secretario general (verdadero líder del partido), el secretario de organización (cargo creado en el XXIV Congreso y que ha atesorado desde entonces un gran poder sobre las estructuras del partido), once secretarías de área y dieciocho secretarías ejecutivas. Entre sus tareas destaca la concreción de la estrategia y la acción política a desarrollar por el partido y la coordinación entre las diferentes estructuras (grupos parlamentarios, organismos del partido o federaciones, entre otras) del PSOE. La CEF se reúne quincenalmente.
El XLI Congreso Federal del PSOE se celebró el 29, 30 de noviembre y 1 de diciembre de 2024. El Comité Federal celebrado el 5 de julio de 2025 llevó a cabo una reforma en la CEF salida tras el XLI Congreso Federal. La composición de la Comisión Ejecutiva Federal es la siguiente:
- Presidencia: María Cristina Narbona Ruiz (PSOE-M)
- Secretaría general: Pedro Sánchez Pérez-Castejón (PSOE-M)
- Vicesecretaría general: María Jesús Montero Cuadrado (PSOE-A)
- Secretaría de Organización: Rebeca Torró (PSPV-PSOE)
  - Secretaría Adjunta de Organización y de Coordinación Territorial: Anabel Mateos Sánchez (PSOE-A)
  - Secretaría Adjunta de Organización y de Transparencia y Acción Democrática: Borja Cabezón Royo (PSOE-M)
  - Dirección gerente: Ana María Fuentes Pacheco[135] (PSOE-A)
  - Dirección de Comunicación: Ion Antolín Llorente[136] (Independiente)
- Secretaría de Igualdad: Pilar Bernabé García (PSPV-PSOE)
- Portavoz: Montse Mínguez García (PSC)
- Secretaría de Política Autonómica: Guillermo Fernández Vara (PSOE-Extremadura)
- Secretaría del Área Institucional y Formación: Alfonso Rodríguez Gómez de Celis (PSOE-A)
- Secretaría de Política Municipal:  Juan Francisco Serrano Martínez (PSOE-A)
- Secretaría de Turismo: Francisco Javier Ayala Ortega (PSOE-M)
- Secretaría de Medio Rural: Elisa Garrido Jiménez (PSOE La Rioja)
- Secretaría de Estudios y Programas:José Javier Izquierdo Roncero (PSOE-CyL)
- Secretaría de Política Internacional y Cooperación al Desarrollo: Hanna Jalloul Muro (PSOE-M)
- Secretaría de Transportes y Movilidad Sostenible: Arcadi España García (PSPV-PSOE)
- Secretaría de Vivienda: Isabel Rodríguez García (PSCM-PSOE)
- Secretaría de Unión Europea: Iratxe García Pérez (PSOE-CyL)
- Secretaría de Justicia: Félix Bolaños García (PSOE-M)
- Secretaría de Reforma Constitucional y Nuevos Derechos: Francisco Lucas Ayala (PSRM-PSOE)
- Secretaría de Comercio y Consumo: Nora Abete (PSE-PSOE)
- Secretaría de Industria: Jordi Hereu i Boher (PSC)
- Secretaría de Ciencia, Innovación y Universidades: Elma Sainz Delgado (PSN-PSOE)
- Secretaría de Transición Justa: Marc Pons Pons (PSIB-PSOE)
- Secretaría de Trabajo, Economía Social y Trabajo Autónomo: Alejandro Soler Mur (PSPV-PSOE)
- Secretaría de Política Económica, Transformación Digital, Emprendimiento e Impacto Social y Portavoz Adjunta: Enma López Araújo (PSOE-M)
- Secretaría de Cultura y Deportes: Manuela Villa Acosta (PSOE-M)
- Secretaría del Pacto de Toledo y la Inclusión Social: Iván Fernández García (FSA-PSOE)
- Secretaría de Educación y Formación Profesional: Ana María Fernandez Rodríguez (PSOE Extremadura)
- Secretaría de Memoria Democrática y Laicidad: Manuel García Salgado (PSC)
- Secretaría de Agricultura, Ganadería y Pesca: Ana María Romero Obrero (PSOE-A)
- Secretaría de Políticas Sociales, Mayores y Movimientos Sociales: Milagros Tolón Jaime (PSCM-PSOE)
- Secretaría de Sanidad: Kilian Sánchez Sanjuán (PSC-PSOE)
- Secretaría de LGTBI: Víctor Gutiérrez Santiago (PSOE-M)
- Secretaría del PSOE Exterior: César Mogo Zaro (PSdeG-PSOE)
- Secretaría de Políticas Migratorias y Refugiados: Luc André Diouf Dioh (PSC-PSOE)
- Vocales 
  - María Pilar Alegría Continente (PSOE-Aragón)
  - Óscar Puente Santiago (PSOE-CyL)
  - Clara Martín García
  - Carmen González Caballero
  - Abel Ramón Caballero Álvarez (PSdeG-PSOE)
  - Antonio Hernando Vera (PSOE-A)
  - Jorge Gallardo (PSOE-A)
- Portavoz en el Congreso: Francisco Javier López Álvarez (PSE-EE-PSOE)
- Portavoz en el Senado: Juan Espadas Cejas (PSOE-A)
- Presidencia de la Delegación en el Parlamento Europeo: Javier Moreno Sánchez
- Federación Española de Municipios y Provincias: Inés Rey García (PSdeG-PSOE)
- Secretaría General de Juventudes Socialistas de España: Víctor Camino Miñana (PSPV-PSOE)

Grupo Socialista en el Senado
- Portavocía del Grupo Socialista en el Senado: Juan Espadas Cejas (PSOE-A)
  - Secretaría general del Grupo Socialista en el Senado: Alfonso Gil Invernón (PSE-EE-PSOE)
  - Portavocía adjunta y Coordinación territorial del Grupo Socialista en el Senado: María Teresa Macías Mateos (PSOE-Extremadura)
  - Portavocía adjunta y Coordinación Política del Grupo Socialista en el Senado: César Alejandro Mogo Zaro (PSdeG-PSOE)
  - Portavocía adjunta y Dirección del Área de Bienestar e Igualdad del Grupo Socialista en el Senado: María Fernández Álvarez (FSA-PSOE)
  - Portavocía adjunta y Dirección del Área de Transiciones Justas y Empleo del Grupo Socialista en el Senado: Inmaculada Sánchez Roca (PSRM-PSOE)
  - Portavocía adjunta y Dirección del Área de Derechos y Libertades del Grupo Socialista en el Senado: María Amparo Marco Igual (PSPV-PSOE)

Grupo Parlamentario Socialista en el Congreso de los Diputados
- Portavocía del Grupo Parlamentario Socialista en el Congreso de los Diputados: Patxi López Álvarez (PSE-EE-PSOE) 
  - Secretaria general del Grupo Parlamentario Socialista en el Congreso de los Diputados y Portavoz Sustituta Primera: Montserrat Mínguez García (PSC-PSOE)
  - Secretaria adjunta al Secretario general y Portavoz Sustituta Segunda:  Begoña Nasarre Oliva (PSOE-Aragón)
  - Secretario adjunta al Secretario general y Portavoz Sustituto Tercero: Javier Alfonso Cendón (PSOE-CyL)
  - Secretaria adjunta al Secretario general y Portavoz Sustituta Cuarta: Milagros Tolón Jaime (PSCM-PSOE)
  - Secretaria adjunta al Secretario general y Portavoz Sustituta Quinta: Patricia Blanquer Alcaraz (PSPV-PSOE)
  - Secretaria adjunta al Secretario general y Portavoz Sustituta Sexta: María Isabel García López (PSOE-Extremadura)
  - Secretario adjunto al Secretario general y Portavoz Sustituto Séptimo: Vacante

Socialistas Españoles en el Parlamento Europeo
- Presidencia del grupo S&D: Iratxe García Pérez (PSE-EE-PSOE) 
  - Presidencia de la Delegación Socialista Española: Javier Moreno Sánchez (PSOE Europa)
  - Secretaría general de la Delegación Socialista Española: Eider Gardiazábal Rubial (PSE-EE-PSOE)
  - Secretaría general adjunta de la Delegación Socialista Española: Javier López Fernández (PSC)
  - Secretaría general adjunta de la Delegación Socialista Española: Lina Gálvez Muñoz  (PSOE-A)

A día de hoy, el PSOE Ceuta y el PSOE Europa son las únicas federaciones que no tienen a ningún afiliado en la Comisión Ejecutiva Federal.
También existe un Consejo de Política Federal que integra al secretario general del PSOE, a todos los secretarios generales autonómicos, al portavoz en el Senado, a los secretarios del Área Institucional y Grandes Ciudades y de Organización, al secretario general de las JSE, a los presidentes autonómicos y al miembro del PSOE con mayor rango dentro de la FEMP. Actualmente está presidido por Juan Espadas Cejas (PSOE-A).

### Federaciones del partido

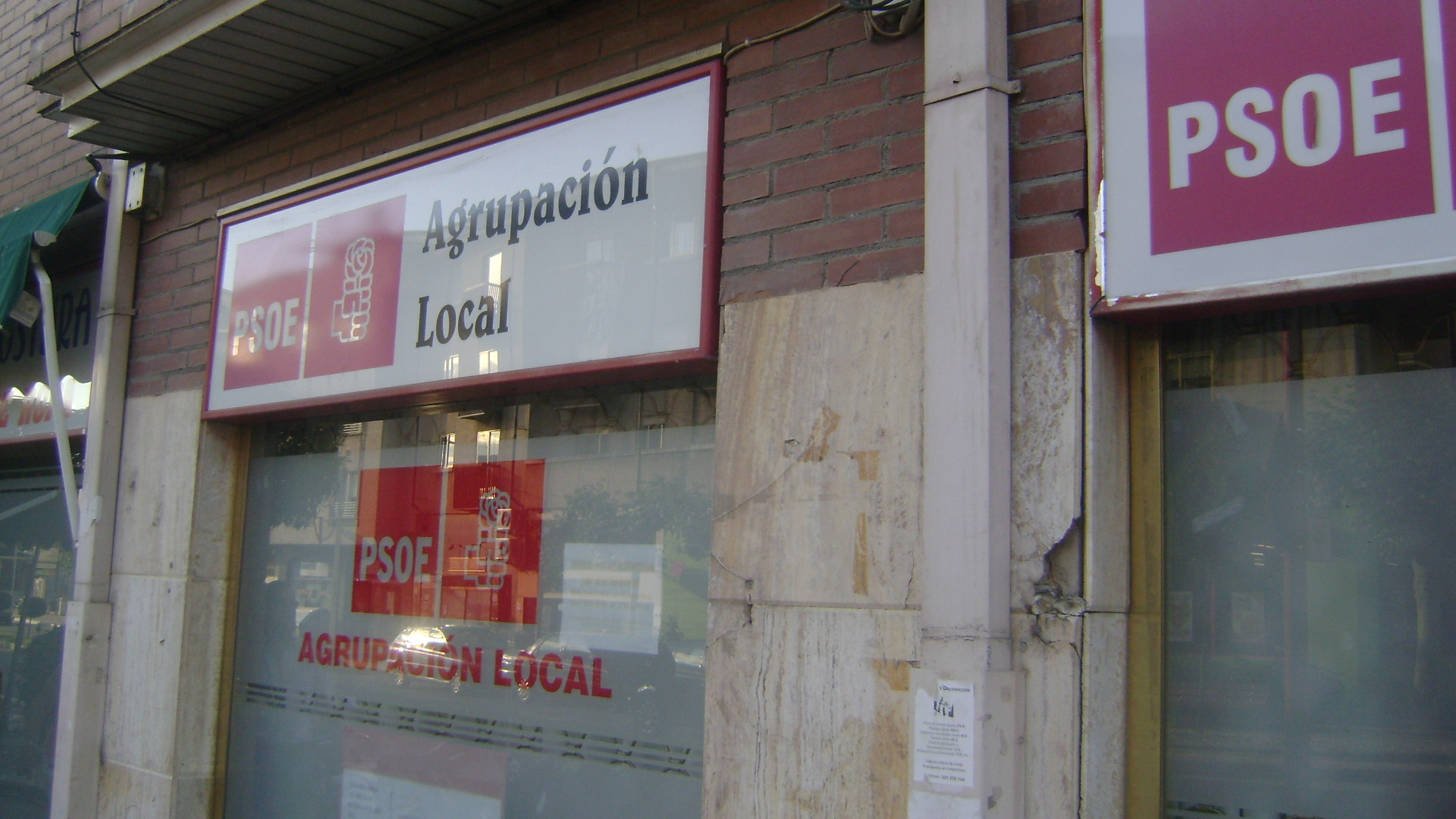
Sede del PSOE en Santa Marta de Tormes (Salamanca).

Cada federación del PSOE opera de manera autónoma, con una presencia en cada comunidad y ciudad autónoma, y en el extranjero, una federación regional abarca todo el continente europeo para los ciudadanos españoles residentes en esa área geográfica. Durante los Congresos regionales, se selecciona la dirección de la federación, conocida como Comisión Ejecutiva, Comisión Ejecutiva Regional o Comisión Ejecutiva Federal, dependiendo del ámbito territorial.
Un esquema similar se aplica a las agrupaciones provinciales o de ámbito territorial más reducido, como las comarcales, municipales y locales. Aunque, en condiciones normales, no debería haber interferencias explícitas de la dirección federal en la vida de las federaciones regionales y agrupaciones locales, en la práctica, aspectos que van desde la elección de los líderes territoriales hasta el desarrollo de políticas propias suelen depender, en general, de la aprobación de los líderes nacionales del partido.
En situaciones de conflicto, la Comisión Ejecutiva Federal tiene la facultad de destituir a la dirección de una federación y designar una gestora. Finalmente, el control federal en los procesos de elaboración de listas electorales cerradas y bloqueadas refuerza la autoridad de la Comisión Ejecutiva Federal sobre las diversas federaciones socialistas.
En este esquema, hay que considerar aparte al Partido de los Socialistas de Cataluña (PSC), en el sentido de que, al no ser una federación sino un partido asociado, no está formalmente sometido a la autoridad del secretario general, elabora sus propias listas y elige una dirección autónoma respecto a la federal del PSOE. En la práctica, la lógica obliga a una cierta coordinación entre ambos partidos que, salvo en casos de crisis o grandes divergencias, permite armonizar satisfactoriamente las estrategias socialistas a todos los niveles.
Las denominaciones de las 18 federaciones autonómicas más el partido asociado catalán y la federación exterior de Europa son:
| Territorios (Federación)          | Secretaría General (mandato)             | Elecciones | Gobierno autonómico | Gobierno autonómico                            | Gobierno autonómico | Parlamentarios |
| Territorios (Federación)          | Secretaría General (mandato)             | Elecciones | Presidencia         | En coalición con                               | En la oposición     | Parlamentarios |
| --------------------------------- | ---------------------------------------- | ---------- | ------------------- | ---------------------------------------------- | ------------------- | -------------- |
| Andalucía (PSOE-A)                | María Jesús Montero Cuadrado (2025-)     | 2022       |                     |                                                | 2.ª fuerza          | 30/109         |
| Aragón (PSOE-Aragón)              | Pilar Alegría Continente (2025-)         | 2023       |                     |                                                | 2.ª fuerza          | 23/67          |
| Principado de Asturias (FSA-PSOE) | Adrián Barbón Rodríguez (2017-)          | 2023       | desde 2012          | CxAst Apoyo externo de Podemos                 |                     | 19/45 3/45     |
| Islas Baleares (PSIB-PSOE)        | Francesca Lluc Armengol Socías (2012-)   | 2023       |                     |                                                | 2.ª fuerza          | 18/59          |
| Canarias (PSOE Canarias)          | Ángel Víctor Torres Pérez (2017-)        | 2023       |                     |                                                | 1.ª fuerza          | 23/70          |
| Cantabria (PSC-PSOE)              | Pedro Casares Hontañón (2025-)           | 2023       |                     |                                                | 3.ª fuerza          | 8/35           |
| Castilla-La Mancha (PSCM-PSOE)    | Emiliano García-Page Sánchez (2012-)     | 2023       | desde 2015          |                                                |                     | 17/33          |
| Castilla y León (PSOECyL)         | Carlos Martínez Mínguez (2025-)          | 2022       |                     |                                                | 2.ª fuerza          | 28/81          |
| Cataluña (PSC)                    | Salvador Illa Roca (2021-)               | 2024       | desde 2024          |                                                |                     | 42/135         |
| Comunidad Valenciana (PSPV-PSOE)  | Diana Morant Ripoll (2024-)              | 2023       |                     |                                                | 2.ª fuerza          | 31/99          |
| Extremadura (PSOE Extremadura)    | Miguel Ángel Gallardo Miranda (2024-)    | 2023       |                     |                                                | 1.ª fuerza          | 28/65          |
| Galicia (PSdeG-PSOE)              | José Ramón Gómez Besteiro (2024-)        | 2024       |                     |                                                | 3.ª fuerza          | 9/75           |
| La Rioja (PSOE La Rioja)          | Javier García Ibáñez (2025-)             | 2023       |                     |                                                | 2.ª fuerza          | 12/33          |
| Comunidad de Madrid (PSOE-M)      | Óscar López Águeda (2025-)               | 2023       |                     |                                                | 3.ª fuerza          | 27/135         |
| Región de Murcia (PSRM-PSOE)      | Francisco Lucas Ayala (2025-)            | 2023       |                     |                                                | 2.ª fuerza          | 13/45          |
| Navarra (PSN-PSOE)                | María Victoria Chivite Navascués (2014-) | 2023       | desde 2019          | GBai Contigo Navarra Apoyo externo de EH Bildu |                     | 11/507/503/50  |
| País Vasco (PSE-EE) (PSOE)        | Eneko Andueza Lorenzo (2021-)            | 2024       |                     | PNV                                            |                     | 27/75 12/75    |
|                                   |                                          |            |                     |                                                |                     |                |
| Ceuta (PSOE Ceuta)                | Juan Antonio Gutiérrez Torres (2021-)    | 2023       |                     |                                                | 2.ª fuerza          | 6/25           |
| Melilla (PSOE Melilla)            | Sabrina Moh (2025-)                      | 2023       |                     |                                                | 3.ª fuerza          | 3/25           |
|                                   |                                          |            |                     |                                                |                     |                |
| Unión Europea (PSOE Europa)       | Isabel Báez Lechuga (2018-)              |            |                     |                                                |                     |                |

Dichas denominaciones son las que aparecen en los respectivos logotipos de las federaciones.

### Fundaciones
Como la mayoría de grandes partidos españoles, el PSOE cuenta con diversas fundaciones y organizaciones afines que desarrollan tareas de investigación teórica, cooperación internacional, documentación y análisis, entre otras:
- Fundación Jaime Vera. Creada en 1984, su actividad se dirigía a la formación de adultos y la investigación en el terreno de la sociología, la política y la economía. Desde el 1 de enero de 2010 estaba integrada en la Fundación IDEAS que cerró el 1 de enero de 2014.
- Fundación Pablo Iglesias. Regida por María Luisa Carcedo, se encarga de conservar y difundir el archivo histórico y el pensamiento socialista.
- Fundación Ramón Rubial. Presidida por Eider Gardiazábal Rubial, nieta del histórico dirigente socialista, está centrada en el apoyo y defensa de los españoles en el exterior, así como la realización de estudios sobre su situación.
- Fundación Sistema. Regida por José Félix Tezanos, publica revistas de análisis y pensamiento político, como Sistema (especializada en sociología) o Temas para el Debate (de análisis y opinión política). También se centra en la investigación y publicación de estudios y monográficos sobre diferentes temas de actualidad.
- Solidaridad Internacional. Dirigida por Benjamín Respaldiza Fernández, es una ONG que centra su actividad en las regiones de Hispanoamérica, el Mediterráneo y África, principalmente.

## Resultados electorales
El PSOE obtuvo su primer diputado, Pablo Iglesias, en las elecciones generales de 1910 dentro de la Conjunción Republicano-Socialista, que incluía junto al PSOE al Partido Republicano Radical (PRR), el Partido Republicano Democrático Federal (PRDF), el Partido de Unión Republicana Autonomista (PURA) e independientes republicanos.

### Elecciones generales
|  | 0,2 % |

|  | 24.5 % |

|  | 12.5 % |

|  | 20,9 % |

|  | 29,32 % |

|  | 30,40 % |

|  | 48,11 % |

|  | 44,06 % |

|  | 39,60 % |

|  | 38,78 % |

|  | 37,63 % |

|  | 34,16 % |

|  | 42,59 % |

|  | 43,87 % |

|  | 28,76 % |

|  | 22,01 % |

|  | 22,67 % |

|  | 28,68 % |

|  | 28,00 % |

|  | 31,70 % |

### Elecciones autonómicas
| Posición frente a Gobierno autonómico                                                         |
| --------------------------------------------------------------------------------------------- |
| Presidencia de la comunidad autónoma En Coalición sin ser la principal fuerza En la oposición |

| Comicios  | Resultados en CCAA con estatutos partir 1982 y ciudades autónomas (Parlamentarios del PSOE/parlamentarios totales) | Resultados en CCAA con estatutos partir 1982 y ciudades autónomas (Parlamentarios del PSOE/parlamentarios totales) | Resultados en CCAA con estatutos partir 1982 y ciudades autónomas (Parlamentarios del PSOE/parlamentarios totales) | Resultados en CCAA con estatutos partir 1982 y ciudades autónomas (Parlamentarios del PSOE/parlamentarios totales) | Resultados en CCAA con estatutos partir 1982 y ciudades autónomas (Parlamentarios del PSOE/parlamentarios totales) | Resultados en CCAA con estatutos partir 1982 y ciudades autónomas (Parlamentarios del PSOE/parlamentarios totales) | Resultados en CCAA con estatutos partir 1982 y ciudades autónomas (Parlamentarios del PSOE/parlamentarios totales) | Resultados en CCAA con estatutos partir 1982 y ciudades autónomas (Parlamentarios del PSOE/parlamentarios totales) | Resultados en CCAA con estatutos partir 1982 y ciudades autónomas (Parlamentarios del PSOE/parlamentarios totales) | Resultados en CCAA con estatutos partir 1982 y ciudades autónomas (Parlamentarios del PSOE/parlamentarios totales) | Resultados en CCAA con estatutos partir 1982 y ciudades autónomas (Parlamentarios del PSOE/parlamentarios totales) | Resultados en CCAA con estatutos partir 1982 y ciudades autónomas (Parlamentarios del PSOE/parlamentarios totales) | Resultados en CCAA con estatutos partir 1982 y ciudades autónomas (Parlamentarios del PSOE/parlamentarios totales) | Resultados en CCAA con estatutos partir 1982 y ciudades autónomas (Parlamentarios del PSOE/parlamentarios totales) | Resultados en CCAA con estatutos partir 1982 y ciudades autónomas (Parlamentarios del PSOE/parlamentarios totales) | Parlamentarios autonómicos |
| Comicios  | ARA | AST | ISB | CAN | CNT | CLM | CYL | CVA | EXT | LRJ | CMA | RDM | NAV | CEU | MEL | Parlamentarios autonómicos |
| --------- | --- | --- | --- | --- | --- | --- | --- | --- | --- | --- | --- | --- | --- | --- | --- | -------------------------- |
| 1979      | - | - | - | - | - | - | - | - | - | - | - | - | (15/70) | [ 137 ] | [ 137 ] | 15/70                      |
| 1983      | (33/66) | (26/45) | (21/54) | (27/60) | (15/35) | (23/44) | (42/84) | (51/89) | (35/65) | (18/35) | (51/94) | (26/43) | (20/50) | [ 137 ] | [ 137 ] | 388/764                    |
| 1987      | (27/67) | (20/45) | (21/59) | (21/60) | (13/39) | (25/47) | (32/84) | (42/89) | (34/65) | (14/33) | (40/96) | (25/45) | (15/50) | [ 137 ] | [ 137 ] | 329/779                    |
| 1991      | (30/67) | (21/45) | (21/59) | (23/60) | (16/39) | (27/47) | (35/84) | (45/89) | (39/65) | (16/33) | (41/101) | (24/45) | (19/50) | [ 137 ] | [ 137 ] | 357/784                    |
| 1995      | (19/67) | (17/45) | (16/59) | (16/60) | (10/39) | (24/47) | (27/84) | (32/89) | (31/65) | (12/33) | (32/103) | (15/45) | (11/50) | (3/25) | (5/25) | 273/836                    |
| 1999      | (23/67) | (24/45) | (23/59) | (19/60) | (14/39) | (26/47) | (30/83) | (35/89) | (34/65) | (13/33) | (39/102) | (18/45) | (11/50) | (2/25) | (2/25) | 313/834                    |
| 2003      | (27/67) | (22/45) | (22/59) | (17/60) | (13/39) | (29/47) | (32/82) | (35/89) | (36/65) | (14/33) | (47/111) | (16/45) | (11/50) | (2/25) | (3/25) | 326/842                    |
| oct. 2003 | - | - | - | - | - | - | - | - | - | - | (45/111) | - | - | - | - | 45/111                     |
| 2007      | (30/67) | (21/45) | (23/59) | (26/60) | (10/39) | (26/47) | (33/83) | (38/99) | (38/65) | (14/33) | (42/120) | (15/45) | (12/50) | (2/25) | (5/25) | 334/862                    |
| 2011      | (22/67) | (15/45) | (19/59) | (15/60) | (7/39) | (24/49) | (29/84) | (33/99) | (30/65) | (11/33) | (36/129) | (11/45) | (9/50) | (3/25) | (2/25) | 266/874                    |
| 2012      | - | (17/45) | - | - | - | - | - | - | - | - | - | - | - | - | - | 17/45                      |
| 2015      | (18/67) | (14/45) | (15/59) | (15/60) | (5/39) | (15/33) | (25/84) | (23/99) | (30/65) | (10/33) | (37/129) | (13/45) | (7/50) | (4/25) | (3/25) | 234/858                    |
| 2019      | (24/67) | (20/45) | (19/59) | (26/70) | (7/39) | (19/33) | (35/81) | (27/99) | (34/65) | (15/33) | (37/132) | (17/45) | (11/50) | (7/25) | (4/25) | 302/868                    |
| 2021      | - | - | - | - | - | - | - | - | - | - | (24/136) | - | - | - | - | 24/136                     |
| 2022      | - | - | - | - | - | - | (28/81) | - | - | - | - | - | - | - | - | 28/81                      |
| 2023      | (23/67) | (19/45) | (18/59) | (23/70) | (8/39) | (17/33) | - | (31/99) | (28/65) | (12/33) | (27/136) | (13/45) | (11/50) | (6/25) | (3/25) | 239/868                    |
| 2024      | - | - | - | - | - | - | - | - | - | - | - | - | - | - | - |                            |

| Andalucía  | 1982 (66/109) | 1986 (60/109) | 1990 (62/109) | 1994 (45/109) | 1996 (52/109) | 2000 (52/109) | 2004 (61/109) | 2008 (56/109) |
| Andalucía  | 2012 (47/109) | 2015 (47/109) | 2018 (33/109) | 2022 (30/109) | 2026          |               |               |               |
|            |               |               |               |               |               |               |               |               |
| Cataluña   | 1980 (33/135) | 1984 (41/135) | 1988 (42/135) | 1992 (40/135) | 1995 (34/135) | 1999 (52/135) | 2003 (42/135) | 2006 (37/135) |
| Cataluña   | 2010 (28/135) | 2012 (20/135) | 2015 (16/135) | 2017 (17/135) | 2021 (33/135) | 2024 (42/135) |               |               |
|            |               |               |               |               |               |               |               |               |
| Galicia    | 1981 (16/71)  | 1985 (22/71)  | 1989 (28/75)  | 1993 (19/75)  | 1997 (15/75)  | 2001 (17/75)  | 2005 (25/75)  | 2009 (25/75)  |
| Galicia    | 2012 (18/75)  | 2016 (14/75)  | 2020 (14/75)  | 2024 (9/75)   |               |               |               |               |
|            |               |               |               |               |               |               |               |               |
| País Vasco | 1980 (9/60)   | 1984 (19/75)  | 1986 (19/75)  | 1990 (16/75)  | 1994 (12/75)  | 1998 (14/75)  | 2001 (13/75)  | 2005 (18/75)  |
| País Vasco | 2009 (25/75)  | 2012 (16/75)  | 2016 (9/75)   | 2020 (10/75)  | 2024 (12/75)  |               |               |               |

### Elecciones municipales
| Comicios | Líder                        | Votos     | %       | Concejales    |
| -------- | ---------------------------- | --------- | ------- | ------------- |
| 1979     | Felipe González              | 4 615 837 | 28,17 % | 12 059/67 505 |
| 1983     | Felipe González              | 7 683 197 | 43,03 % | 23 325/67 312 |
| 1987     | Felipe González              | 7 229 782 | 37,08 % | 23 241/65 577 |
| 1991     | Felipe González              | 7 224 242 | 38,34 % | 25 260/66 308 |
| 1995     | Felipe González              | 6 838 607 | 30,84 % | 21 189/65 869 |
| 1999     | Joaquín Almunia              | 7 296 484 | 34,26 % | 21 917/65 201 |
| 2003     | José Luis Rodríguez Zapatero | 7 999 178 | 34,83 % | 23 224/65 510 |
| 2007     | José Luis Rodríguez Zapatero | 7 760 865 | 34,92 % | 24 029/66 131 |
| 2011     | José Luis Rodríguez Zapatero | 6 275 314 | 27,79 % | 21 766/68 230 |
| 2015     | Pedro Sánchez                | 5 603 823 | 25,02 % | 20 823/67 611 |
| 2019     | Pedro Sánchez                | 6 656 965 | 29,26 % | 22 323/67 515 |
| 2023     | Pedro Sánchez                | 6 291 812 | 28,12 % | 20 784/67 031 |

### Elecciones al Parlamento Europeo
| Comicios                                                             | Cabeza de lista             | Votos     | %       | Escaños del PSOE | +/- | Escaños del PSE (incluyendo PSOE) | Posición en España |
| -------------------------------------------------------------------- | --------------------------- | --------- | ------- | ---------------- | --- | --------------------------------- | ------------------ |
| 1986                                                                 | -                           | -         | -       | 36/60            | -   | -                                 | 1.ª fuerza         |
| 1987                                                                 | Fernando Morán              | 7 522 706 | 39,06 % | 28/60            | 8   | -                                 | 1.ª fuerza         |
| 1989                                                                 | Fernando Morán              | 6 275 552 | 39,57 % | 27/60            | 1   | 180/518                           | 1.ª fuerza         |
| 1994                                                                 | Fernando Morán              | 5 719 707 | 30,79 % | 22/64            | 5   | 198/567                           | 2.ª fuerza         |
| 1999a                                                                | Rosa Díez                   | 7 477 823 | 35,33 % | 24/64            | 2   | 180/626                           | 2.ª fuerza         |
| 2004b                                                                | Josep Borrell               | 6 741 112 | 43,46 % | 25/54            | 1   | 200/736                           | 1.ª fuerza         |
| 2009                                                                 | Juan Fernando López Aguilar | 6 141 784 | 38,78 % | 21/50            | 4   | 184/736                           | 2.ª fuerza         |
| 2014                                                                 | Elena Valenciano            | 3 614 232 | 23,01 % | 14/54            | 7   | 191/751                           | 2.ª fuerza         |
| 2019                                                                 | Josep Borrell               | 7 342 124 | 32,84 % | 21/59            | 7   | 154/751                           | 1.ª fuerza         |
| 2024                                                                 | Teresa Ribera               | 5 291 102 | 30,18 % | 20/61            | 1   | 136/720                           | 2.ª fuerza         |
| a Incluye al PDNI b Incluye a Los Verdes, que obtuvieron 1 diputado. |                             |           |         |                  |     |                                   |                    |

## Escisiones
A lo largo de su historia, el PSOE ha tenido varias escisiones:
- El 15 de abril de 1920, la Federación de Juventudes Socialistas se escinde de la órbita del PSOE para fundar el Partido Comunista Español.
- El 9 de abril de 1921, se escinde un grupo de militantes del PSOE, partidarios de la entrada en la III Internacional, fundándose el Partido Comunista Obrero Español. Este partido se fusiona con el Partido Comunista Español, dando lugar al Partido Comunista de España.
- Tras la guerra civil española un sector de militantes encabezados por Julio Álvarez del Vayo, fueron expulsados del PSOE, fundando la Unión Socialista Española.
- En 1923 se funda Unió Socialista de Catalunya, como escisión de la federación catalana del PSOE. Este partido participaría en la fundación del Partido Socialista Unificado de Cataluña.
- Tras el Congreso de Tolouse el Partido quedó dividido en dos sectores: el renovado y el histórico. El PSOE renovado logrará ser reconocido por la Internacional Socialista y por el Gobierno. El sector histórico pasará a llamarse Partido de Acción Socialista, y participará en la fundación de Izquierda Unida.
- Tras posicionarse el PSOE a favor de la permanencia en la OTAN, un sector se escinde para crear el Partido Socialista Federal.
- En 1990 se funda el partido Democracia Socialista, a partir de la corriente que, con el mismo nombre, existía en el PSOE.
- En 2013 sufre otra escisión por la izquierda, encabezada por el expresidente de Attac, Carlos Martínez, fundándose Alternativa Socialista.
- En 2018 se produce el nacimiento del Partido Socialista Libre Federación, por la unión de escisiones locales del PSOE con la militancia de Alternativa Socialista. Se considera heredero del Partido Socialista Federal. El anteriormente primer secretario de Alternativa Socialista, Carlos Martínez, será también el secretario general del nuevo partido.

## Simbología
El logotipo actual del PSOE data del año 2001. Contiene el puño y la rosa, ambos símbolos de la socialdemocracia y del Partido Socialista Francés, cuyo emblema se tomó como modelo cuando se diseñó el imagotipo original en 1977. Dicho imagotipo es obra del diseñador gráfico José María Cruz Novillo.
Probablemente a partir de la década de 1920, el PSOE comenzó a usar como símbolo oficial un dibujo compuesto por un yunque con un libro y un tintero con una pluma sobre él; pero se desechó en diciembre de 1977, cuando fueron adoptados el puño y la rosa. El símbolo antiguo representaría la unión de «Trabajo e inteligencia».
El 3 de octubre de 1998, el PSOE lanzó un cambio de imagen obra del estudio de diseño Rafael Celda y Asociados. Este rediseño no cuajó y recibió el adjetivo de «alcachofa» debido a su diseño más abstracto y menos similar al de la rosa de Cruz Novillo, con lo que se retiró progresivamente, siendo usado durante la campaña de Joaquín Almunia y en el Congreso del PSOE del 2000.
Desde julio de 2001 se metió al imagotipo en un cuadrado rojo a la derecha, y a la izquierda se colocaron las siglas del partido en otro cuadrado, con la tipografía Interstate, revisión hecha por el diseñador gráfico Claret Serrahima. Anteriormente el logotipo se basó en el imagotipo y las siglas en el tipo Helvética bajo el mismo.
En 2013 el partido realizó un proceso de renovación de la identidad corporativa en el que se intentó reemplazar el logotipo actual en favor de otro más desenfadado, simple y amable, que elimina el puño y añade la rosa a la palabra «socialistas». Este proceso se inició con la Conferencia Política del PSOE de noviembre de 2013; sin embargo, dejó de ser utilizado en los años posteriores, particularmente en 2015, cuando el logotipo original retomó protagonismo en la propaganda del partido.

Logotipo del PSOE entre los años 20 y 70.
Logotipo del Partido Laborista de los Países Bajos, usado provisionalmente por el PSOE entre 1976 y 1977.
Logotipo del PSOE desde 1977 hasta 2001.
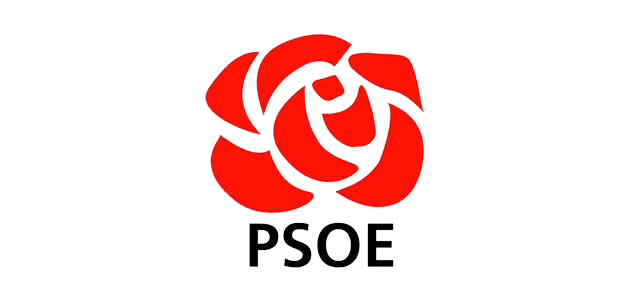
Logotipo propuesto para el PSOE entre 1994 y 2001, apodado «alcachofa», que nunca se adoptó oficialmente.
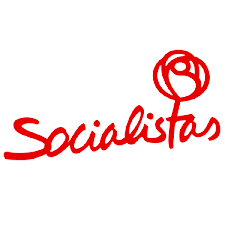
Logotipo del PSOE desde 2013 hasta 2015.
Logotipo literal del PSOE entre 2015 y 2017.
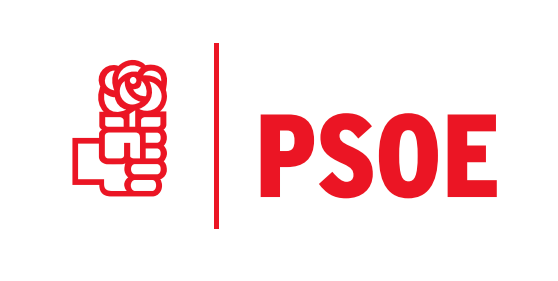
Logotipo del PSOE entre 2015 y 2017.
Logotipo comercial del PSOE, empleado en redes sociales y merchandising desde el 2021. No es un símbolo oficial del partido
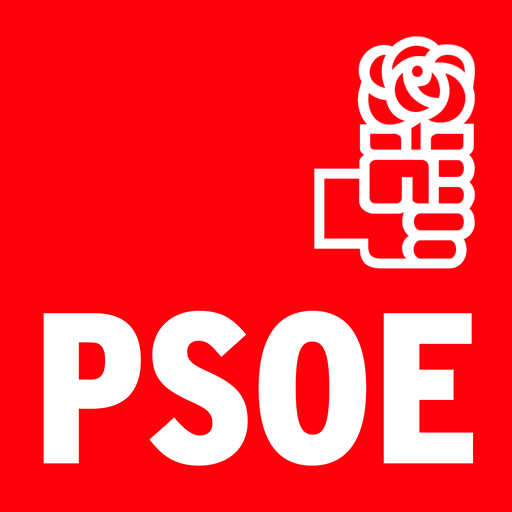
Logotipo electoral del PSOE en el período 2001-2013, y desde 2017 hasta la actualidad
Logotipo oficial del PSOE en el período 2001-2013, y desde 2017 hasta la actualidad[147][148]

## Casos judiciales
El Partido Socialista Obrero Español, al igual que otros partidos políticos, se ha visto involucrado en diversos casos de corrupción, de entre los que destaca el Caso ERE de Andalucía.
- Caso Ábalos
- Caso Azud
- Caso AVE
- Caso Begoña Gómez
- Caso Comercio
- Caso David Sánchez Pérez-Castejón
- Caso ERE
- Caso Filesa
- Caso Fiscal General del Estado
- Caso Seat
- Caso Sanlúcar
- Caso Ciempozuelos
- Caso Terán
- Caso Tito Berni
- Caso Puerto Gallego
- Caso Cursos de Formación

## Algunos términos utilizados en relación con el PSOE

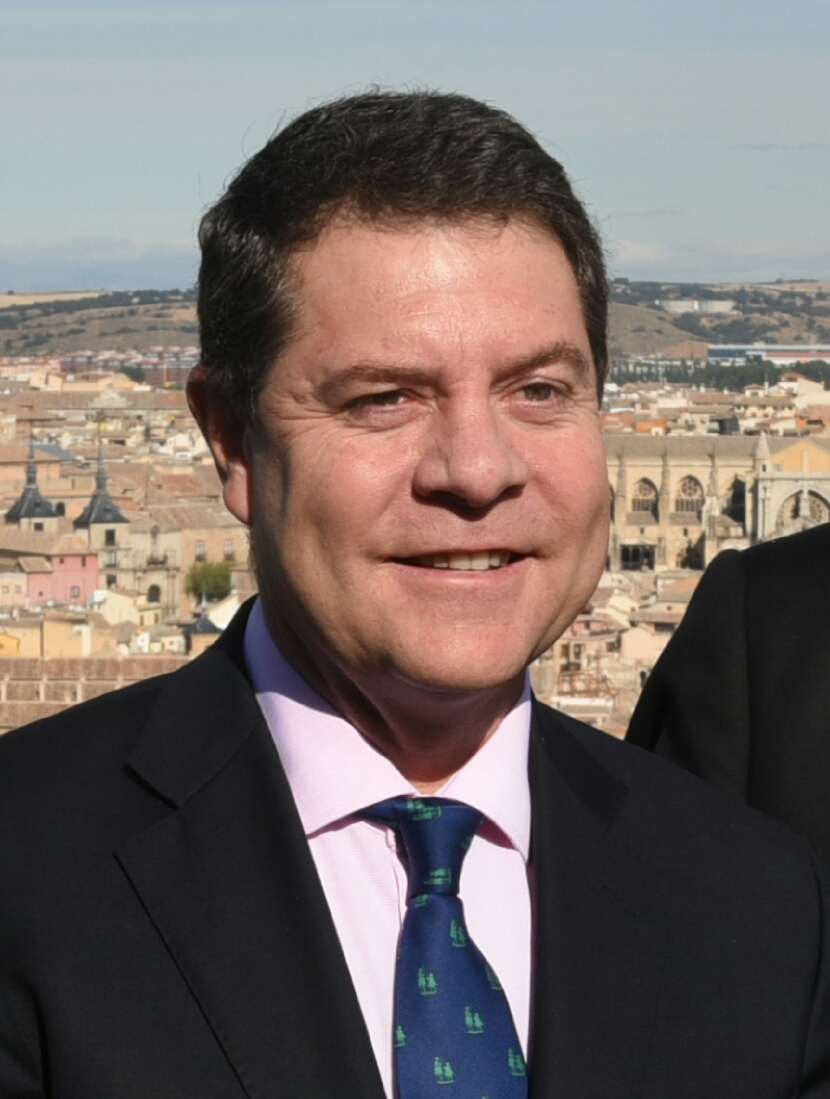
Emiliano García-Page, presidente de Castilla-La Mancha.

- Barón. Se refiere a los líderes regionales. Entre los barones se encuentran Adrián Barbón (presidente de Asturias) y Emiliano García-Page (presidente de Castilla-La Mancha). El término «barón» es más coloquial que oficial, y representa la trascendencia que tienen estas personas dentro del partido.
- Izquierda Socialista. Izquierda Socialista es una corriente organizada del PSOE, fundada en 1979. Históricamente ha representado el ala más radical del PSOE, y en su origen aglutinó a los partidarios de mantener el carácter marxista del Partido durante el XXVIII Congreso. Entre los portavoces de Izquierda Socialista, cabe destacar a Pablo Castellano (hasta 1987) y Antonio García-Santesmases.
- Guerristas y renovadores. El «guerrismo» agrupaba a los partidarios, dentro del Partido, del histórico dirigente Alfonso Guerra, vicesecretario general del PSOE durante la dirección de Felipe González y vicepresidente del Gobierno entre 1982 y 1991. Entre ellos se contaban figuras tan reconocidas como Juan Carlos Rodríguez Ibarra, José Acosta Cubero o Matilde Fernández. En general, se situaban en el ala izquierdista del partido, en contraposición a los planteamientos más centrados de los «renovadores», partidarios de Felipe González. Las corrientes «guerrista» y «renovadora» tuvieron su mayor protagonismo durante el enfrentamiento soterrado entre González y Guerra por el control del partido, que ganó virulencia a raíz de la salida de Guerra del Gobierno en 1991 y culminó en el XXXIII Congreso Federal (1994) con el triunfo de los «renovadores» liderados por González.
- Terceristas. Se denominaba «terceristas» a los socialistas partidarios de que el partido abandonara la II Internacional (socialista) para ingresar en la III Internacional tras el triunfo de la Revolución rusa y el nacimiento del Komintern. A lo largo de los tres Congresos Extraordinarios que el PSOE celebró para tomar una decisión al respecto (1919, 1920 y 1921), los terceristas consiguieron la mayoría en 1920, aunque el año siguiente el partido rechazó nítidamente el ingreso en la órbita comunista. Distintos sectores terceristas protagonizaron, ante la moderación de los dirigentes del PSOE, diferentes escisiones del partido, que culminaron en la fundación, en 1921, del Partido Comunista de España.
- Sanchistas y susanistas. Con la fractura del PSOE en la crisis de 2016, se definieron dos grandes bandos dentro del partido, uno que apoyaba al exsecretario general Pedro Sánchez y otro que apoyaba a la entonces presidenta de la Junta de Andalucía y candidata del aparato del partido, Susana Díaz. Esta división se subsanó en las primarias socialistas de 2017, cuando Pedro Sánchez ganó contundentemente las elecciones con el 50,2 % de los votos.[149]

### Investiduras
1. ↑  Investido en primera votación durante el primer debate de investidura con el apoyo de IU (5), ERC (8), CC (3), BNG (2), y CHA (1), que suman 183 escaños.
2. ↑  Entre el 30 de mayo y el 1 de junio de 2018, se produjo una moción de censura exitosa que desalojó al gobierno de Mariano Rajoy (PP) e invistió a Pedro Sánchez (PSOE) como presidente del gobierno con 180 votos a favor, 169 en contra, y 1 abstención.
3. ↑  Investido en segunda votación durante el primer debate de investidura por mayoría simple de 167 adhesiones sobre 165 votos en contra y 18 abstenciones.